# Alpina B3
Der Alpina B3 ist ein Pkw-Modell der Mittelklasse des Kleinserienherstellers Alpina Burkard Bovensiepen, das auf der 3er-Reihe des Automobilherstellers BMW basiert. Gefertigt wird er momentan (2020) als Limousine (viertürig) und Kombi (Touring). Bis inklusive der E9x-Reihe wurden auch zweitürige Limousinen, Coupés und Cabriolets angeboten. Mit Ausnahme des Cabriolets war jedes Modell optional auch mit Allradantrieb erhältlich. Die aktuelle Dieselvariante läuft unter Alpina D3 S.

## Alpina B3 2,7 der Baureihe E30
Der Alpina B3 2,7 wurde von August 1987 bis Mai 1992 produziert. Insgesamt wurden in Buchloe 257 Einheiten gefertigt, die Stückzahl beinhaltet alle Varianten. Die Basis dafür stellte der BMW E30 325i (BMW E30) mit dem Motor M20 dar. Er hatte einen Reihensechszylinder mit 2693 cm³ Hubraum und verfügte über eine Leistung von 150 kW (204 PS) und ein Drehmoment von 265 Nm. Die Maschine verfügte über einen größeren Hubraum gegenüber der Serie, bearbeitete Brennräume, eine 268°-Nockenwelle (später 272°) und spezielle Gusskolben. Des Weiteren waren ein Fächerkrümmer aus VA-Stahl und zwei Metallkatalysatoren angebaut. Durch diese Maßnahmen wurde die genannte Leistung erreicht. Von 0 auf 100 km/h beschleunigte der B3 2,7 in 7,1 Sekunden und erreichte eine Höchstgeschwindigkeit von 227 (224) km/h. Der M20-C2/2-Motor ist die kleinste Motorvariante, die bei Alpina in die Noelle-Ära fällt. Karl-Otto Noelle war von 1984 bis 1993 Motorenentwickler bei Alpina.
Darüber hinaus gab es zwischen November 1987 und Dezember 1990 eine in nur 62 Exemplaren gebaute Version des BMW E30 M3 mit der Bezeichnung B6 3.5 S und dem 3,43 Liter großen Sechszylinder, der deutlich überarbeitet wurde (Alpina Motortyp B10/5, 3430 cm³, 187 kW/254 PS, 320 Nm).

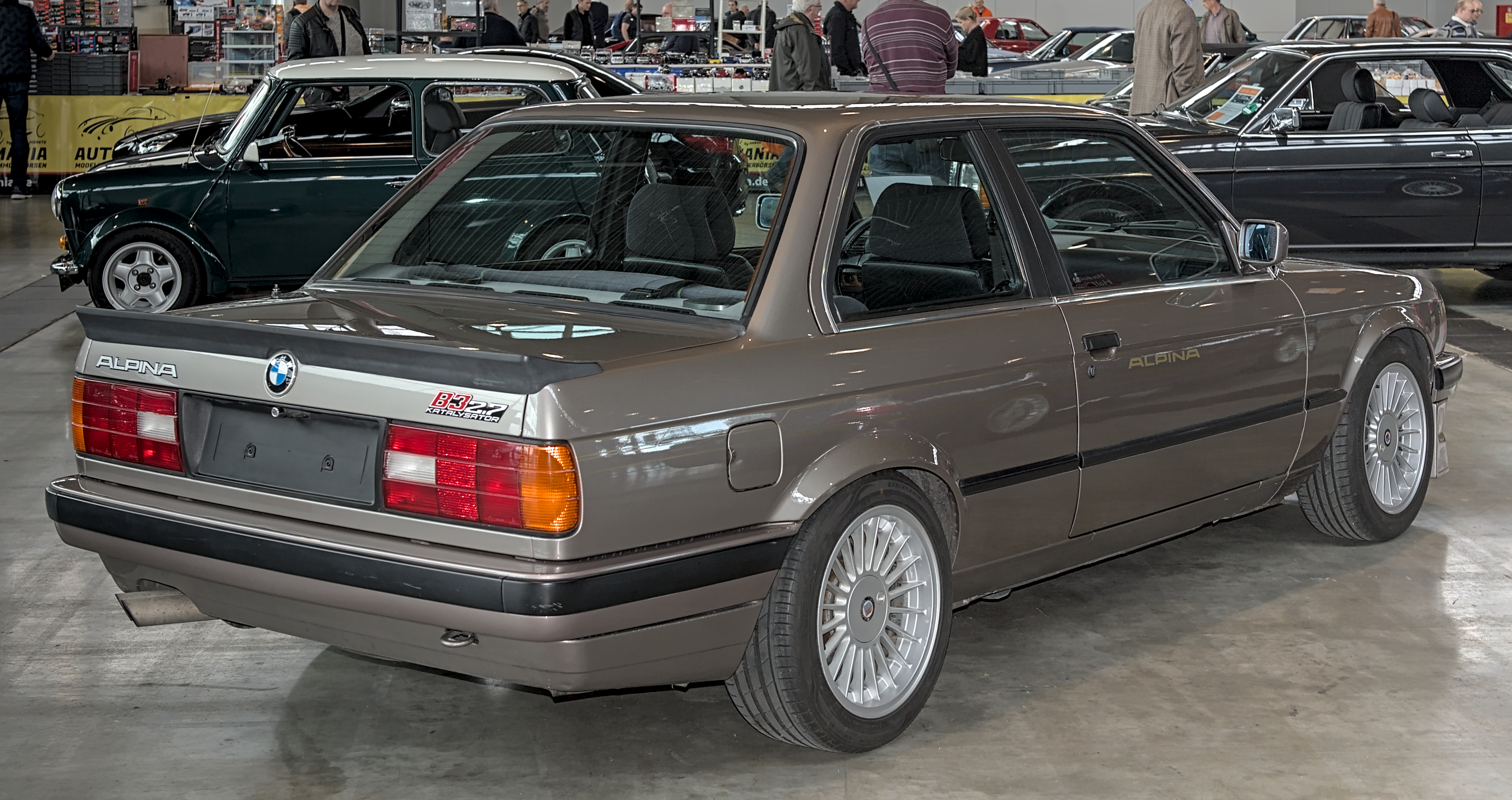
Heckansicht

### Technische Daten
| Modell | Baureihe | Hubraum in cm³ | Motorbauart | Ventile | max. Leistung in kW bei min−1 | max. Drehmoment in Nm bei min−1 | Stückzahl | Bauzeit         |
| ------ | -------- | -------------- | ----------- | ------- | ----------------------------- | ------------------------------- | --------- | --------------- |
| B3 2,7 | E30      | 2693           | R6          | 12      | 150 / 6000                    | 265 / 4800                      | 257       | 08/1987–06/1992 |

## Alpina B3 der Baureihe E36
Zwischen 1993 und 1996 wurde der BMW Alpina B3 3.0 der Baureihe E36 gefertigt. Er war das direkte Nachfolgemodell des Alpina-B6-2.8-Modells der E36-Baureihe, welches ebenfalls auf dem BMW 325i (allerdings M50B25 ohne Vanos-Modell bis zu den BMW-Werksferien August 1992 – anschließend mit Vanos) basierte. Im Frühjahr 1996 folgte dann als Upgrade der B3 3.2. Die Karosserie-Basis für den B3 3.0 bot ein 325i (BMW E36) sowie ein 328i für den B3 3.2. Bei beiden Modellen nutzte Alpina aber den robusteren M50-(B25TÜ-)Grauguss-Motor, da sich der M52-Motor des 328i nicht für eine Hubraumerweiterung eignete. Beide Fahrzeugvarianten waren als Coupé (Zweitürer) und Limousine (Viertürer), Cabriolet (Cabrio) und Kombi (Touring) erhältlich.

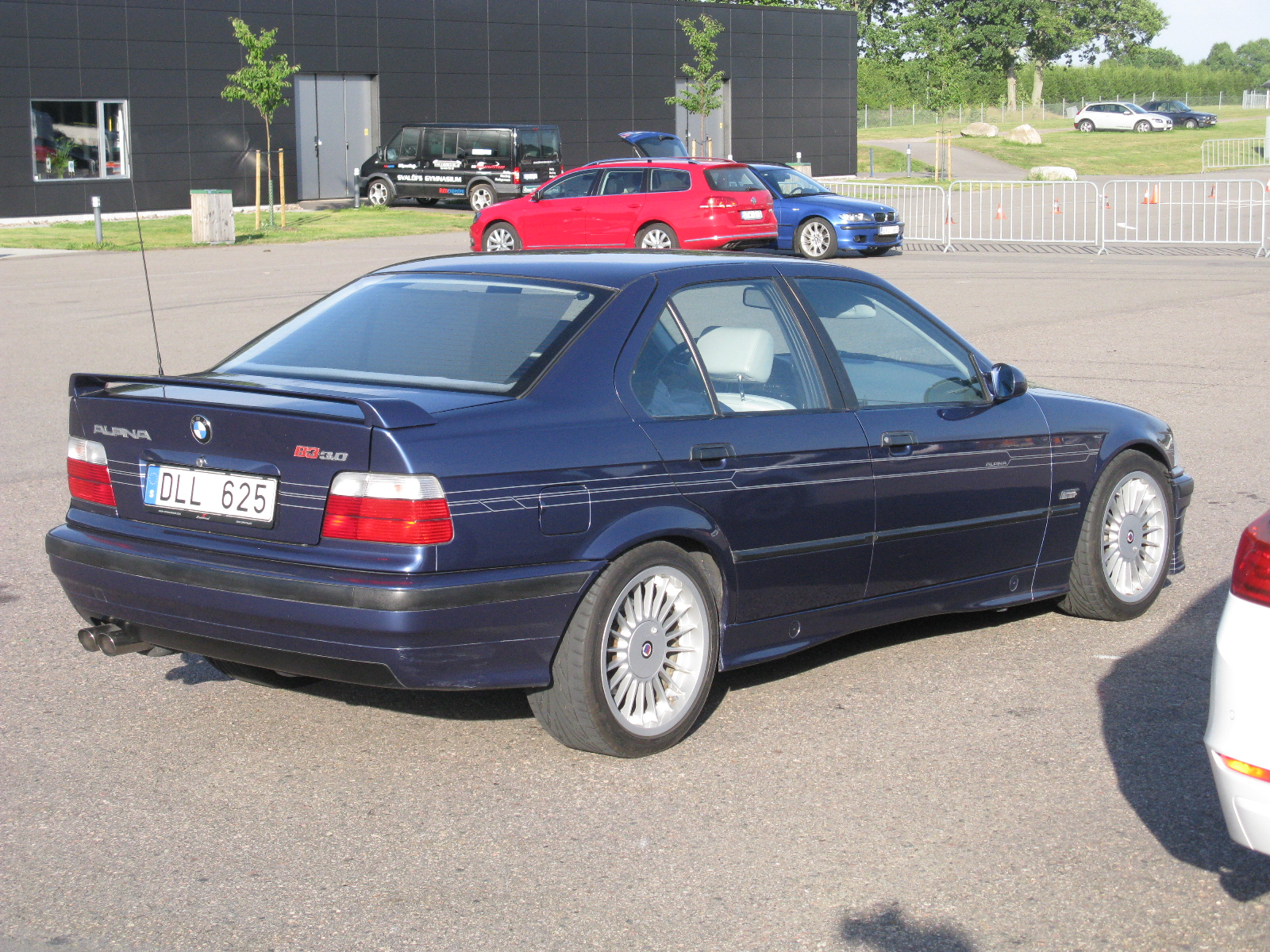
Heckansicht Alpina B3 3.0 Limousine (1993–1996)
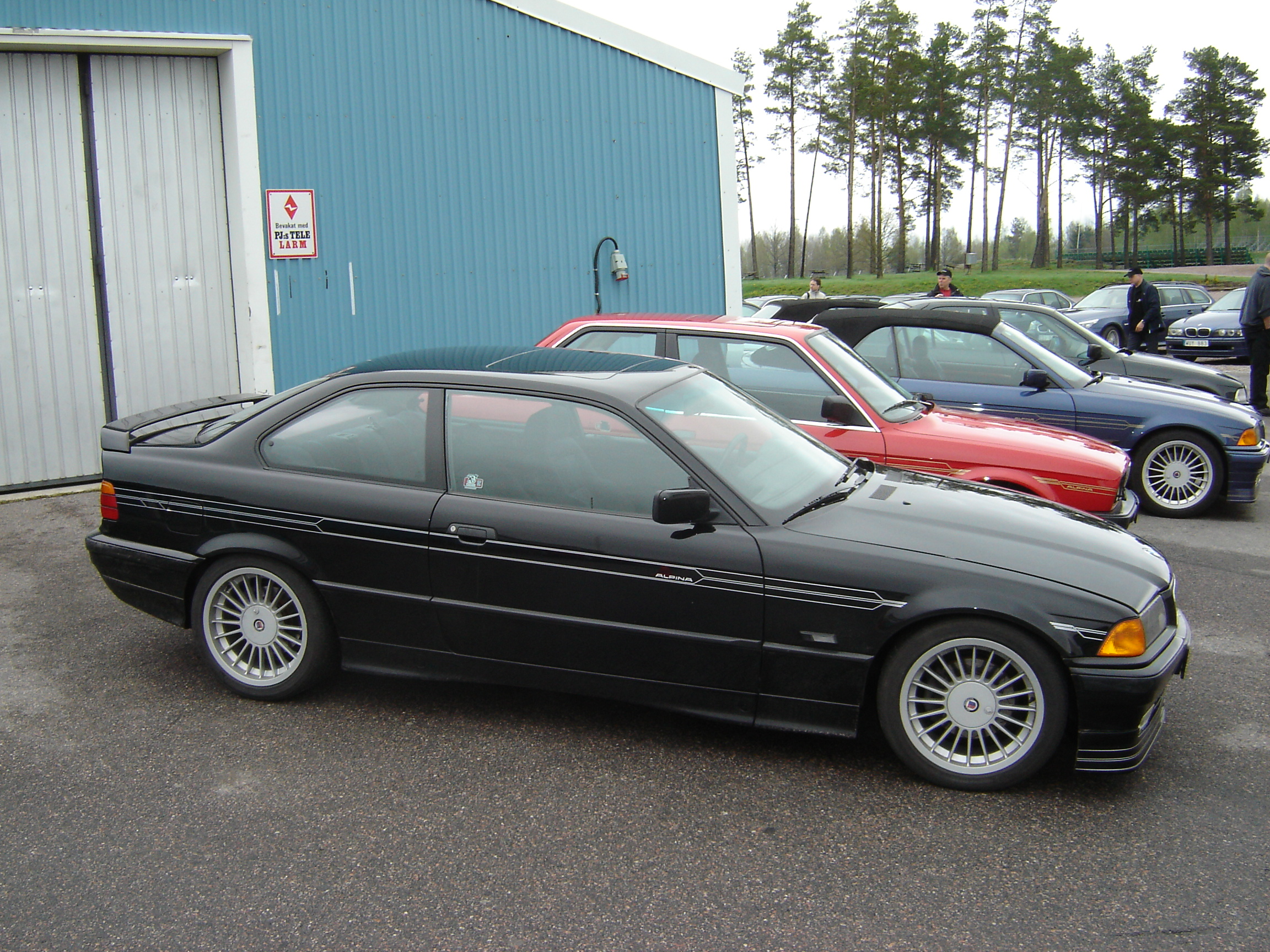
Seitenansicht Alpina B3 3.0 Coupé (1993–1996)
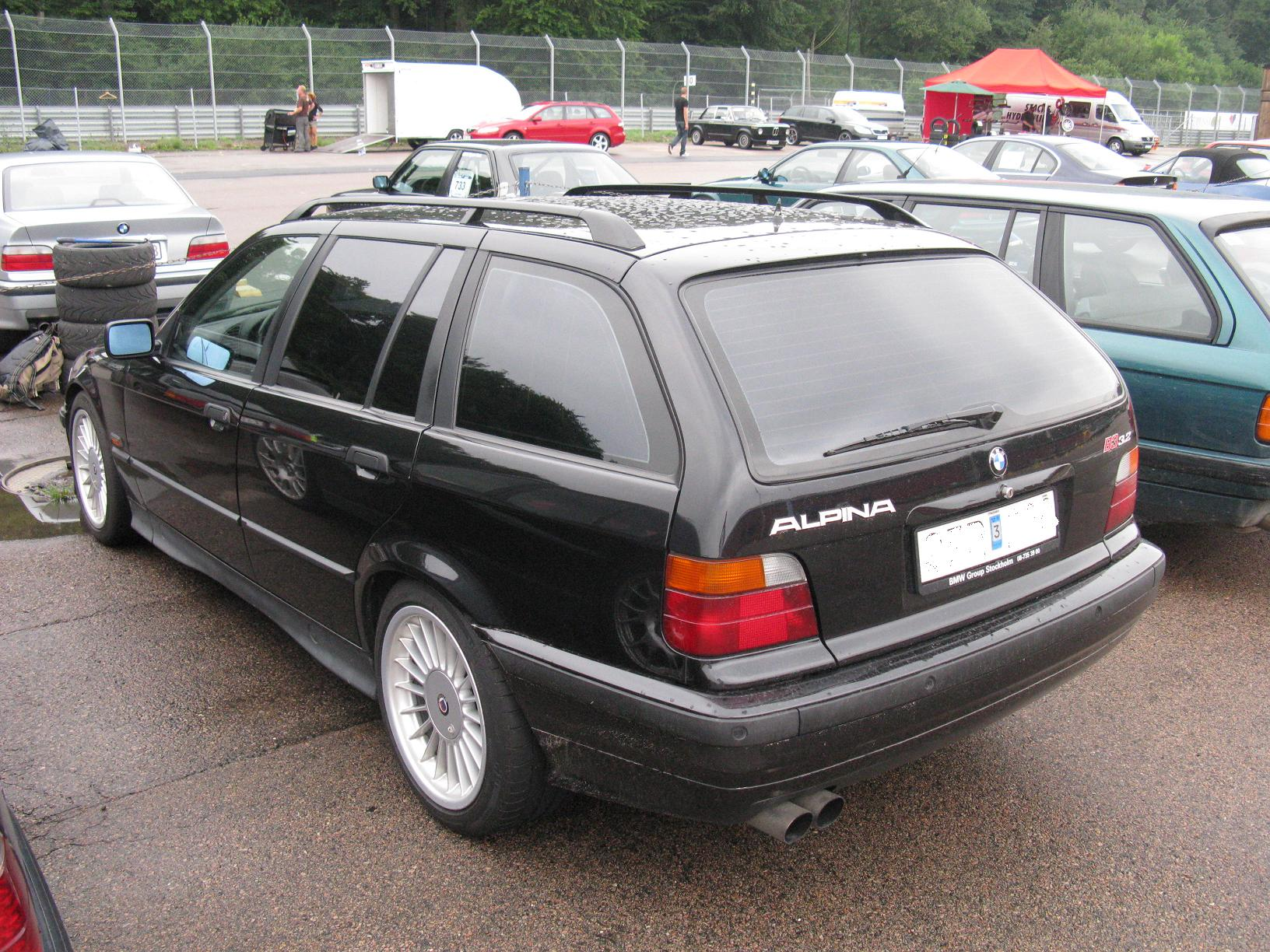
Heckansicht Alpina B3 3.2 Touring (1996–1999)
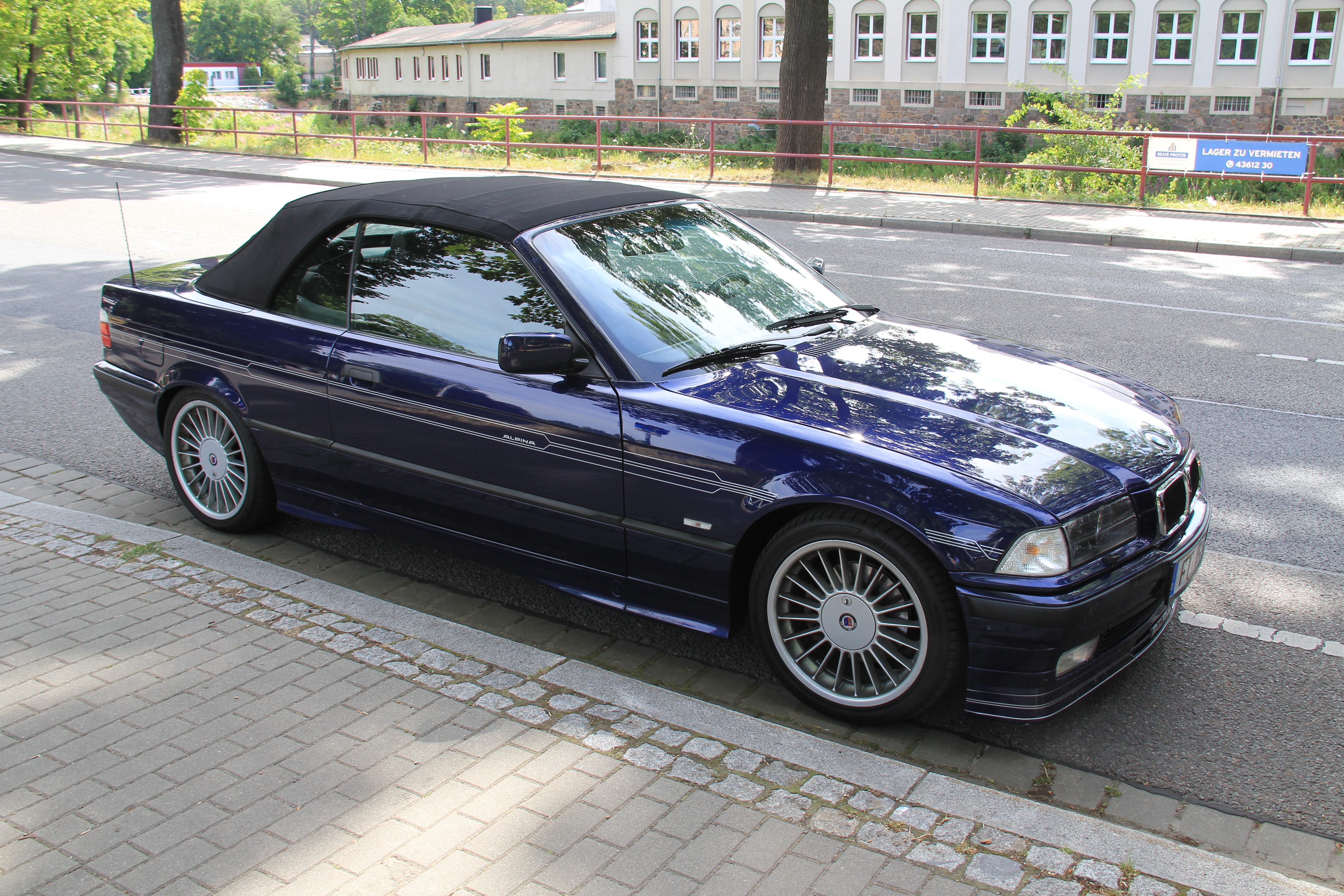
Seitenansicht Alpina B3 3.2 Cabrio
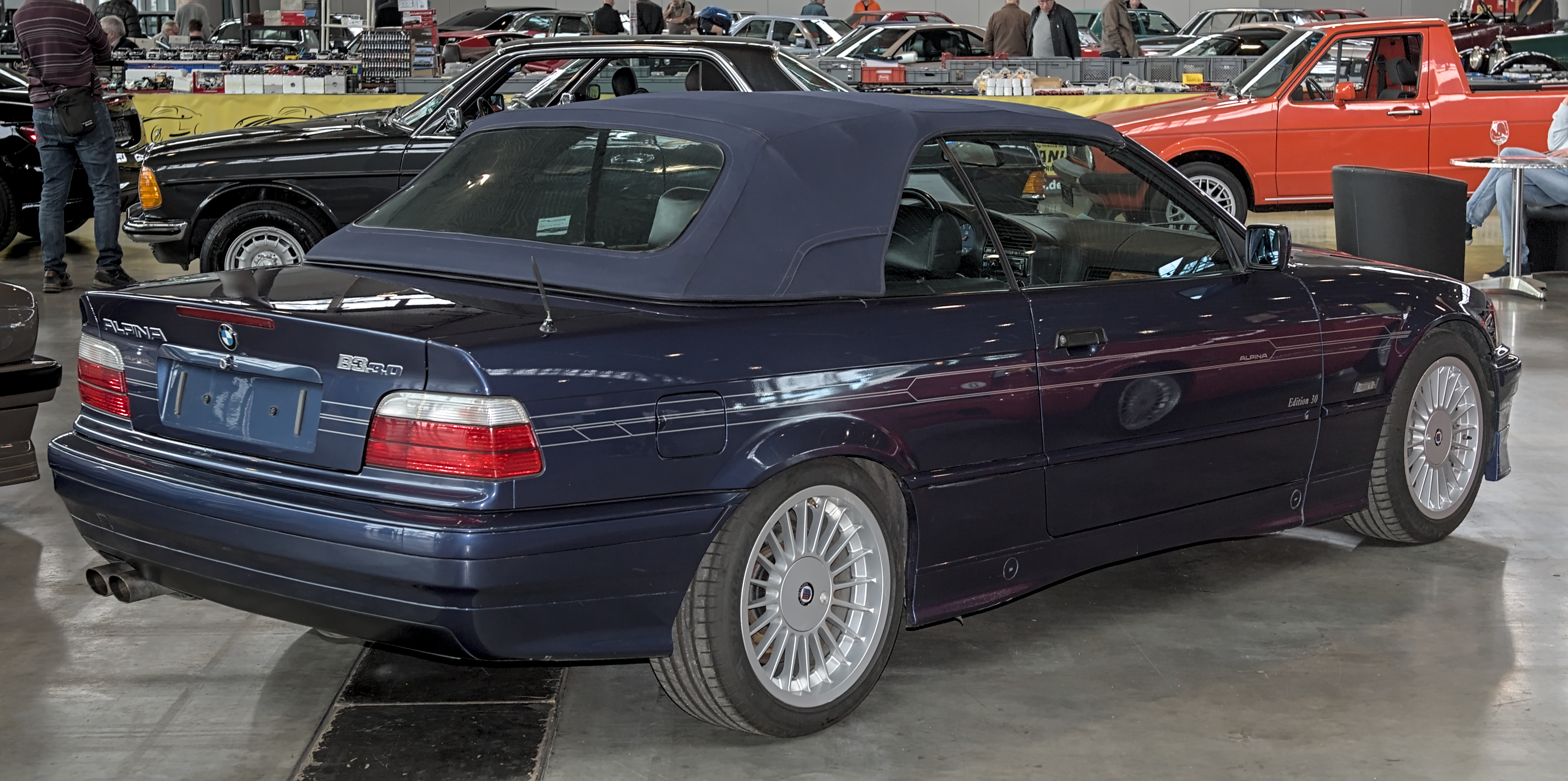
Heckansicht Alpina B3 3.0 Cabrio Edition 30

### Technische Daten
| Modell | Baureihe | Hubraum in cm³ | Motorbauart | Ventile | max. Leistung in kW bei min−1 | max. Drehmoment in Nm bei min−1 | Stückzahl | Bauzeit         |
| ------ | -------- | -------------- | ----------- | ------- | ----------------------------- | ------------------------------- | --------- | --------------- |
| B3 3.0 | E36      | 2997           | R6          | 24      | 184 / 5700                    | 320 / 4400                      | 749       | 04/1993–02/1996 |
| B3 3.2 | E36      | 3152           | R6          | 24      | 195 / 5800                    | 330 / 4400                      | 342       | 04/1996–03/1999 |

## Alpina B3 der Baureihe E46
Ab 1999 wurde der neue BMW Alpina B3 3.3 der Baureihe E46 gefertigt. 1998 wurde zuvor ein Prototyp mit dem 3,2-l-Motor des B3 3.2 auf der Birmingham Autoshow vorgestellt. Das Serienmodell wurde formal auf dem Genfer Auto-Salon 1999 und der Kombi auf der Birmingham Autoshow 2000 vorgestellt. Die Karosseriebasis boten zunächst der 328i (M52TÜ) und später dann der 330i (M54). Als Modellvarianten standen zur Wahl: Limousine, Coupé, Cabriolet (Cabrio) und Kombi (Touring). Ab 2001 wurde der B3 auch in einer Allradantriebs-Variante angeboten, deren Premiere auf dem Genfer Auto-Salon desselben Jahres stattfand. Ab 2002 wurde dann der BMW Alpina B3 S mit 224 kW maximaler Leistung und 362 Nm maximalem Drehmoment hergestellt. Seine Premiere fand auf der Mondial de l’Automobile 2002 statt. Bei beiden E46-B3-Modellen verwendete Alpina den E36-US-M3-Grauguss-Motorblock (S52B32/US) als Grundlage und modifizierte diesen, da sich sowohl der M52TÜ als auch der M54-Motorblock dafür nicht eigneten.

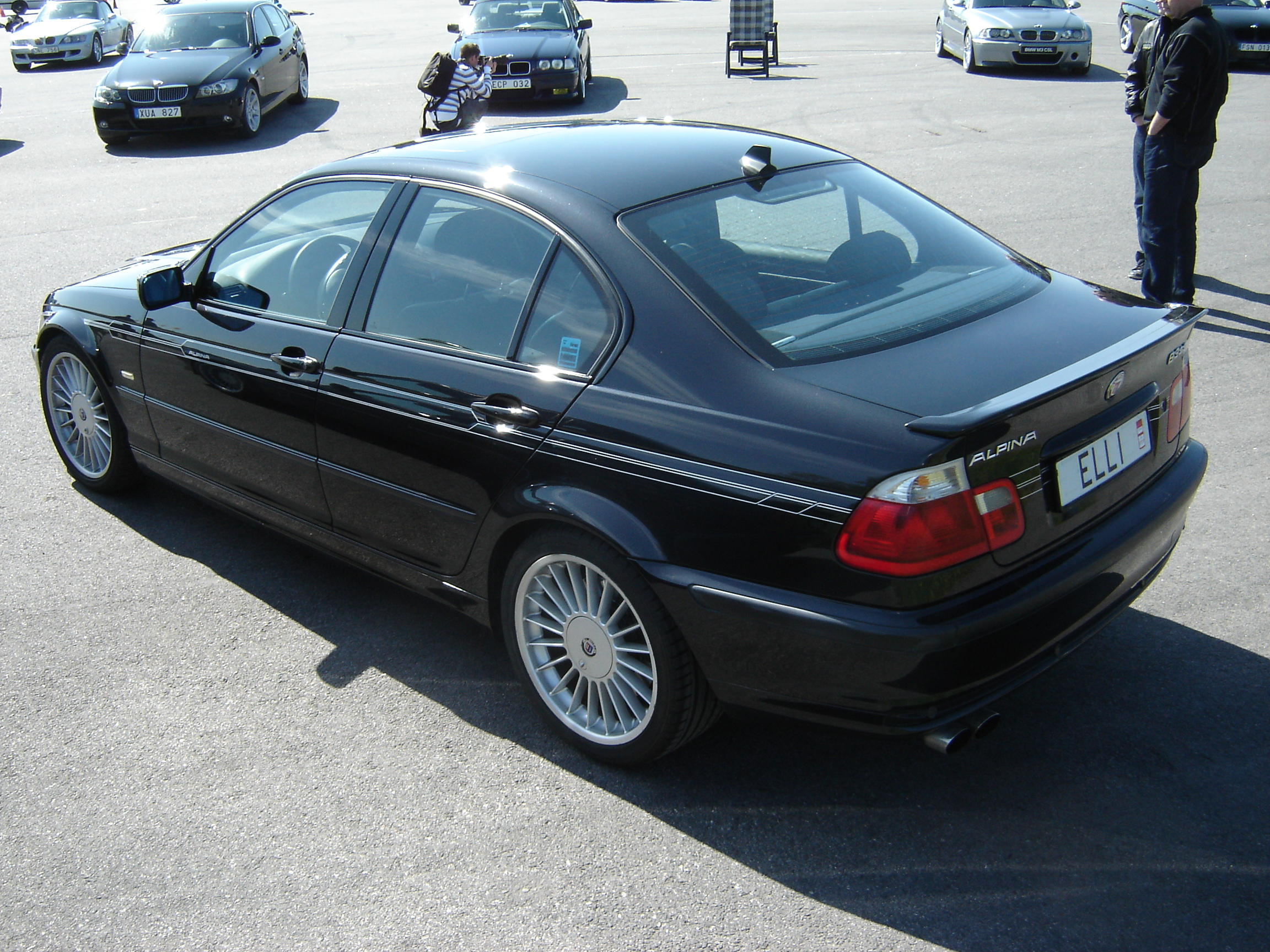
Heckansicht Alpina B3 Limousine
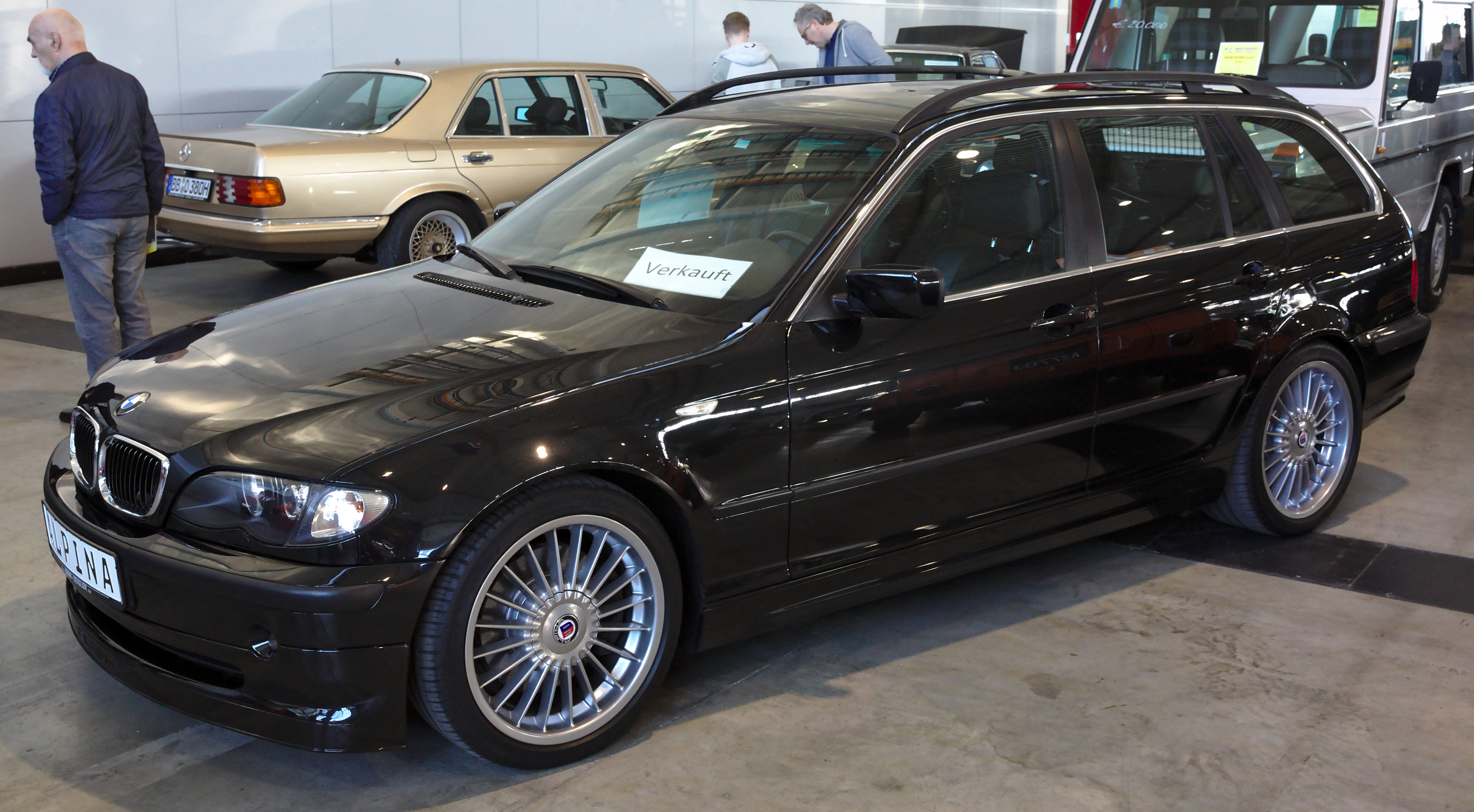
Alpina B3 S Touring (2002–2005)
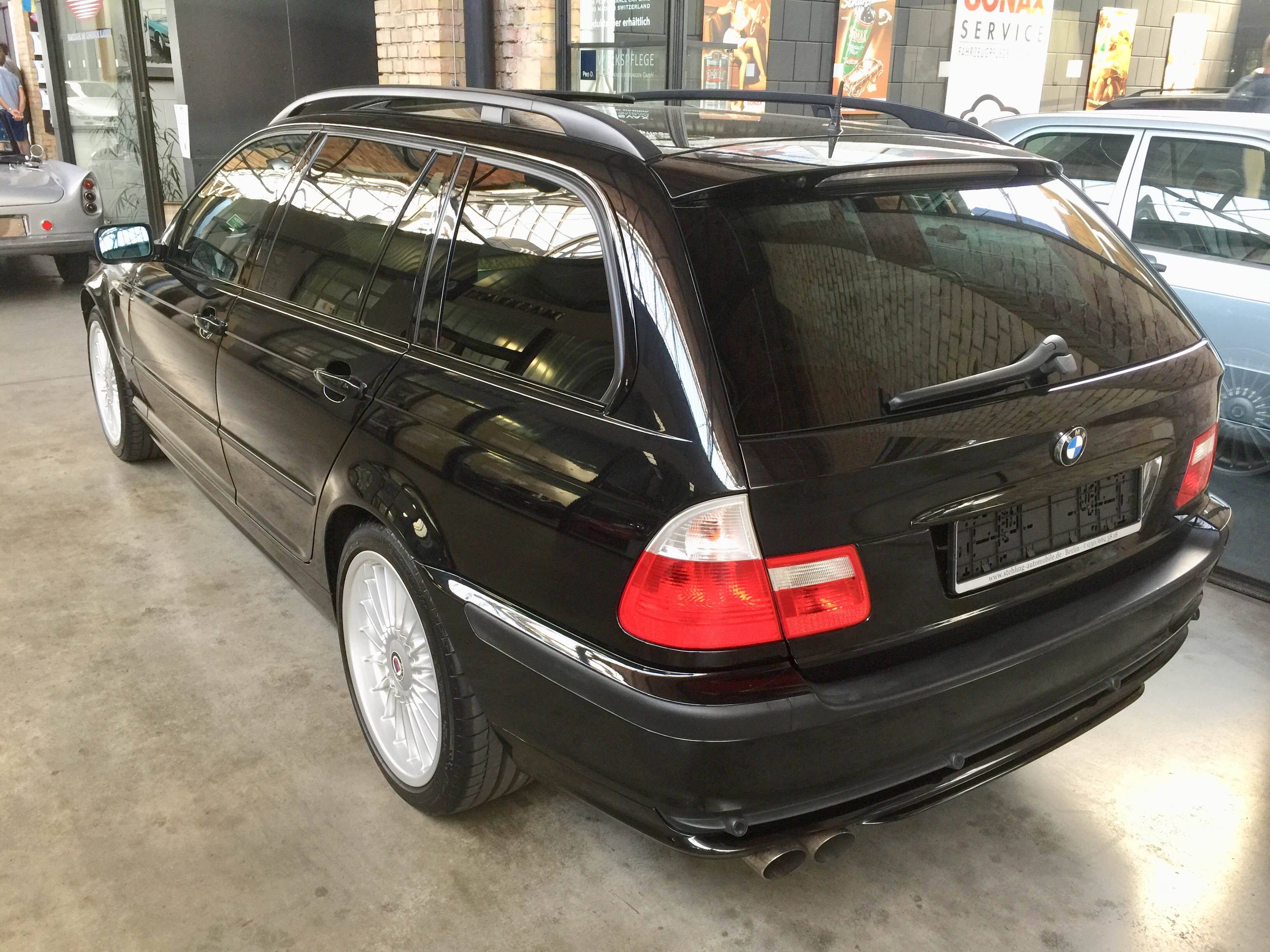
Heckansicht Alpina B3 Touring (2002–2005)
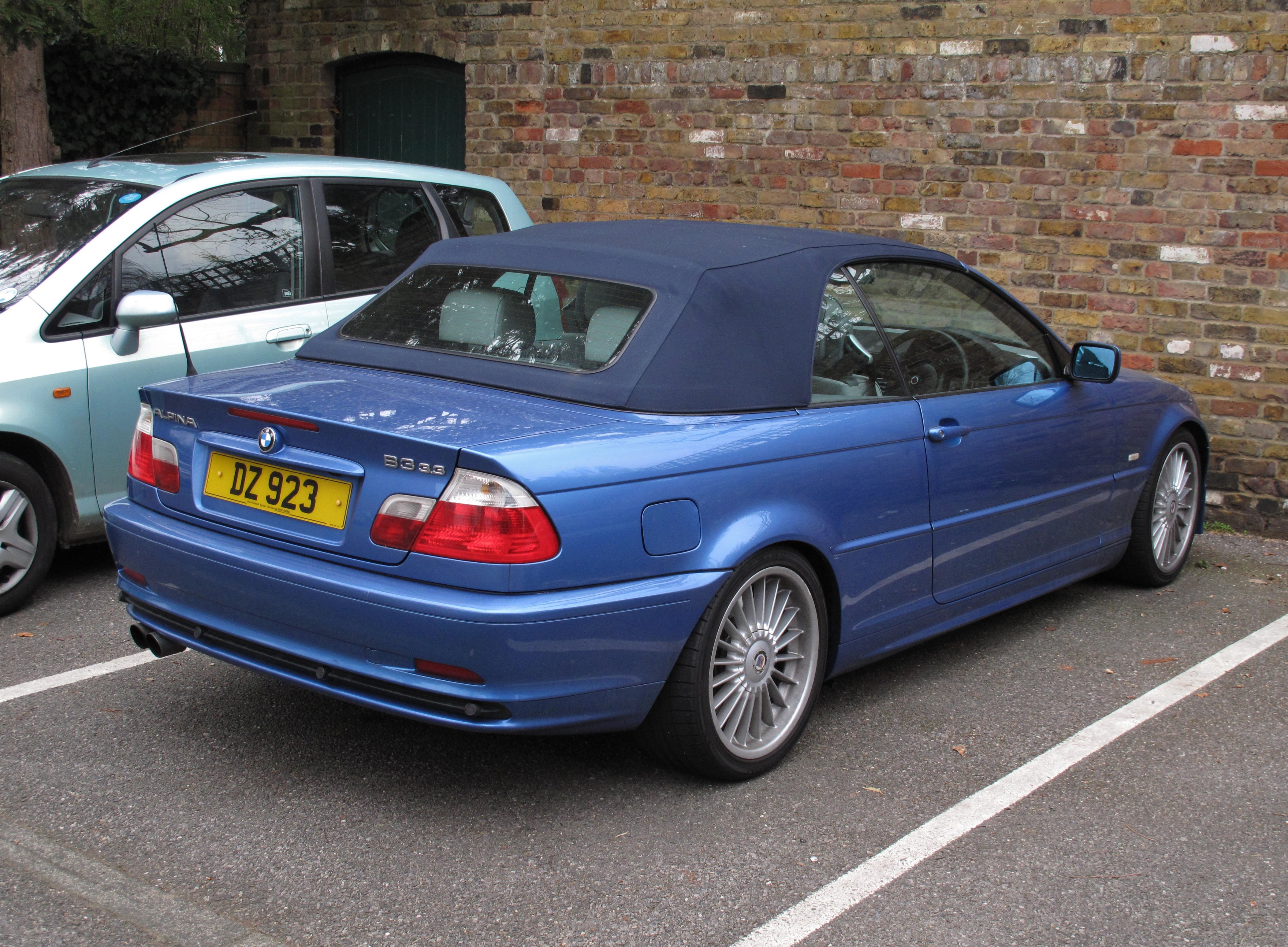
Heckansicht Alpina B3 Cabrio

### Technische Daten
| Modell        | Baureihe | Hubraum in cm³ | Motorbauart | Ventile | max. Leistung in kW bei min−1 | max. Drehmoment in Nm bei min−1 | Stückzahl | Bauzeit         |
| ------------- | -------- | -------------- | ----------- | ------- | ----------------------------- | ------------------------------- | --------- | --------------- |
| B3 3,3        | E46      | 3300           | R6          | 24      | 206 / 6200                    | 335 / 4500                      |           | 03/1999–07/2002 |
| B3 3,3 Allrad | E46      | 3300           | R6          | 24      | 206 / 6200                    | 335 / 4500                      |           | 11/2001–01/2005 |
| B3 S          | E46      | 3346           | R6          | 24      | 224 / 6300                    | 362 / 4800                      |           | 08/2002–01/2006 |

## Alpina B3 Biturbo der Baureihe E9x
Der zweite Alpina B3 Biturbo wurde von 2007 bis 2012 produziert. Die formale Premiere fand auf dem Genfer Auto-Salon 2007 statt. Beim Coupé war sie auf dem Goodwood Festival Of Speed im folgenden Sommer und beim Cabriolet auf der IAA 2007. Der Kombi wurde erst mit dem Facelift im Oktober 2008 erhältlich. Er basiert auf dem BMW E9x 335i, hat einen Sechszylindermotor mit 3,0 l Hubraum und einer Biturboaufladung. Der maximal 265 kW (360 PS) leistende Motor mit 500 Nm beschleunigt den B3 in 4,8 Sekunden von 0 auf 100 km/h. Die Höchstgeschwindigkeit beträgt nach Werksangaben 285 km/h. Der B3 Biturbo war als Limousine (E90), Kombi (Touring, E91), Cabriolet (Cabrio, E93) und Coupé (E92) erhältlich, ab 2008 auch wahlweise mit Allradantrieb (außer Cabriolet).
Alpina modifizierte das Exterieur mit Front- und Heckspoilern sowie einer doppelflutigen, doppelbordigen Auspuffanlage (insgesamt vier Endrohre).
Beim Fahrwerk wurden Bilstein Stoßdämpfer und Eibach Federn verbaut.
Alle Fahrzeuge waren ausschließlich mit einem 6-Gang-Wandler-Automatikgetriebe der Firma ZF, interne Bezeichnung ZFHP19, erhältlich. Alpina entwickelte hierfür eine eigene Software, wodurch es in Schaltgeschwindigkeit dem Doppelkupplungsgetriebe sehr nahe kommt und bezeichnet das Getriebe selbst als Alpina Switchtronic. Die Gänge konnten mittels Schalttasten manuell am Lenkrad geschaltet werden. Im Kombiinstrument werden die Gänge immer neben dem jeweiligen Modus angezeigt, D automatisch, S Sport und M manuell. Im manuellen Modus wird wie bei den Fahrzeugen der M GmbH beim Erreichen der maximalen Drehzahl der aktuell eingelegte Gang weiterhin gehalten, anstatt in den nächsthöheren Gang zu schalten.
Weiterhin konnte optional ein Lamellensperrdifferenzial Firma Drexler mit 25 % Sperrwirkung bestellt werden.
Wahlweise war zudem für eine bessere Kühlleistung ein Zusatzwasserkühler, der im rechten vorderen Radkasten Platz fand, erhältlich.

### Alpina B3S Biturbo
Für das Modelljahr 2010 wurde der B3S Biturbo auf dem Genfer Auto-Salon 2010 präsentiert. Die maximale Leistung stieg um 29 kW (40 PS) auf 294 kW (400 PS) und das Drehmoment stieg auf 540 Nm. Der B3S beschleunigt in 4,7 Sekunden von 0 auf 100 km/h. Die Höchstgeschwindigkeit beträgt nach Werksangaben 300 km/h.
Die Produktion endete je nach Karosserievariante (mit dem E90 im Jahr 2011 als Früheste und dem E92/E93 im Jahr 2013 als Späteste) zu verschiedenen Zeitpunkten.

### Alpina B3 GT3 der Baureihe E92
Gegen Ende des Jahres 2011 präsentierte Alpina auf der Tokyo Motor Show mit dem B3 GT3 ein auf 99 Exemplare limitiertes Sondermodell des B3. Das Fahrzeug war nur als Coupé mit Hinterradantrieb erhältlich und wird von einem Dreiliter-Reihensechszylinder-Ottomotor mit Biturboaufladung angetrieben. Die Maximalleistung der Maschine wurde durch eine neue Abgasanlage mit Titanendschalldämpfern von Akrapovič auf 300 kW (408 PS) erhöht. Das maximale Drehmoment steigt auf 540 Nm, die durch ein Sechsgang-Sportautomatikgetriebe an die 19 Zoll großen Leichtmetallräder der Hinterräder übertragen werden. Der Standardsprint 0–100 km/h gelingt in minimal 4,5 Sekunden, die Höchstgeschwindigkeit beträgt laut Hersteller 300 km/h. Der Durchschnittsverbrauch wird mit weniger als 10 l/100 km angegeben. Die Hochleistungsbremsanlage von Stoptec ist vorne mit Sechskolbensätteln und 380-mm-Scheiben sowie hinten mit Vierkolbensätteln und 355-mm-Scheiben ausgestattet.
Karosserieseitig wurde die Optik durch ein umfangreiches Aerodynamikkit (bestehend aus Diffusor, Heck- und Frontspoiler sowie Splitter und Flaps) aufgewertet. Das komplett verstellbare Gewindefahrwerk liefert die Firma KW das im Vergleich zum normalen B3 nochmals sportlicher abgestimmt ist. Weiterhin wurde eine Differentialsperre der Firma Dexler für noch besserten Vortrieb eingesetzt. Hinter den 19 Zoll im Felgendurchmesser messenden geschmiedeten Leichtmetallräder mit Reifen in den Dimensionen 245/35 (vorn) und 265/35 (hinten) findet sich eine Hochleistungsbremsanlage mit Sechskolbensätteln und Bremsscheiben mit Durchmessern von 380 mm an der Vorder- sowie Bremsscheiben mit Durchmessern von 355 mm und Vierkolbensätteln an der Hinterachse.
Im Innenraum hielten beheizbare Vollschalensitze von Recaro mit einem Leder-/Alcantara-Bezug, ein Alcantara-Lenkrad sowie Alcantara-Interieurleisten Einzug und unterstreichen den sportlichen Charakter des GT3. Bei Bestellung der grüner Außenfolierung wurden die Interieurleisten ebenfalls in grün mitfoliert.
Weiterhin konnte wahlweise anstelle des Lüftungsgitters neben dem Startknopf ein an das CANBUS angeschlosse Daten Display bestellt werden, wodurch der Fahrer für den Rennstreckeneinsatz wichtige Daten wie Öltemperatur, Kühlmitteltemperatur oder Ladedruck im Auge behalten kann.

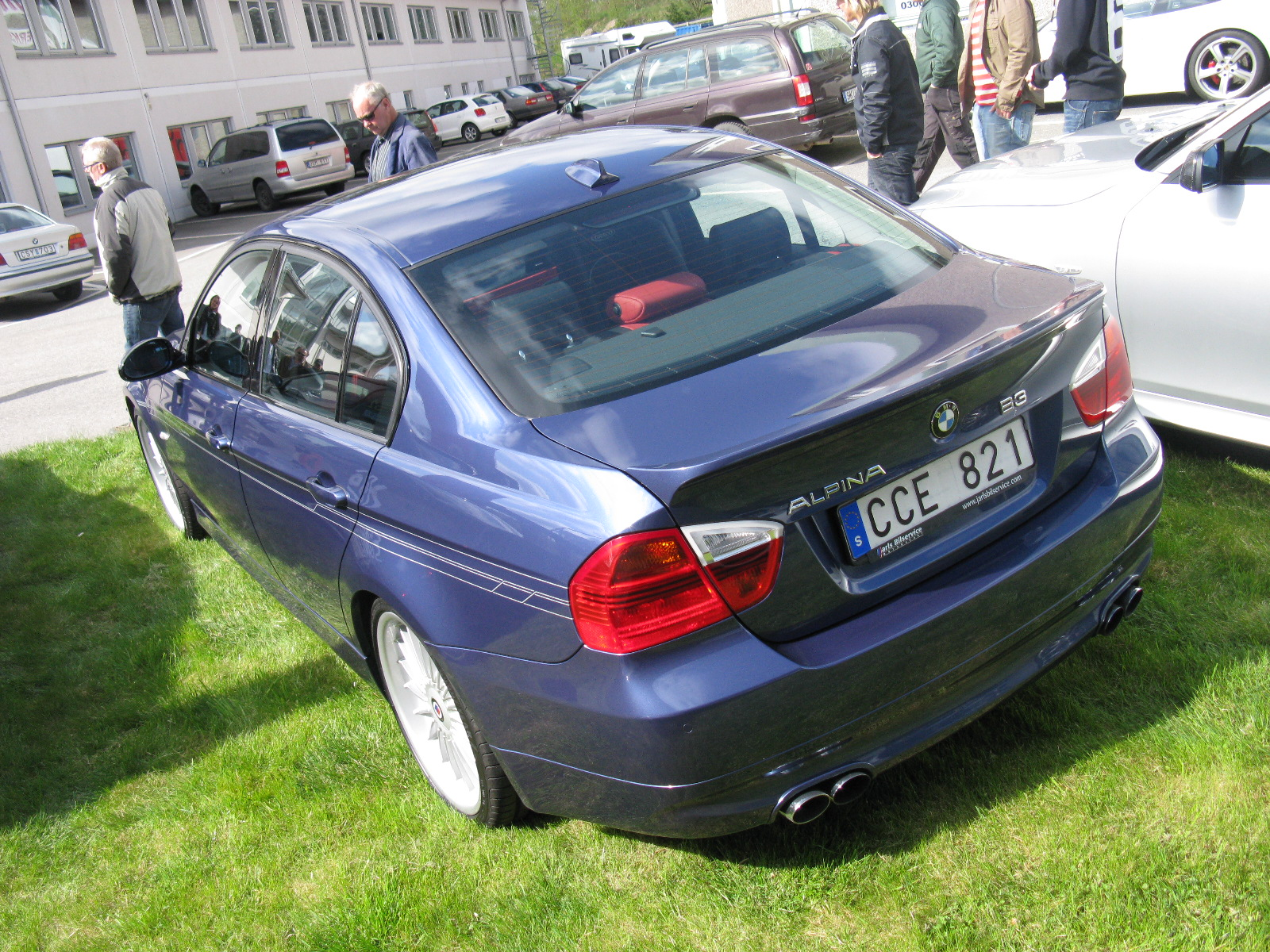
Heckansicht Alpina B3 Biturbo Limousine (2007–2008)
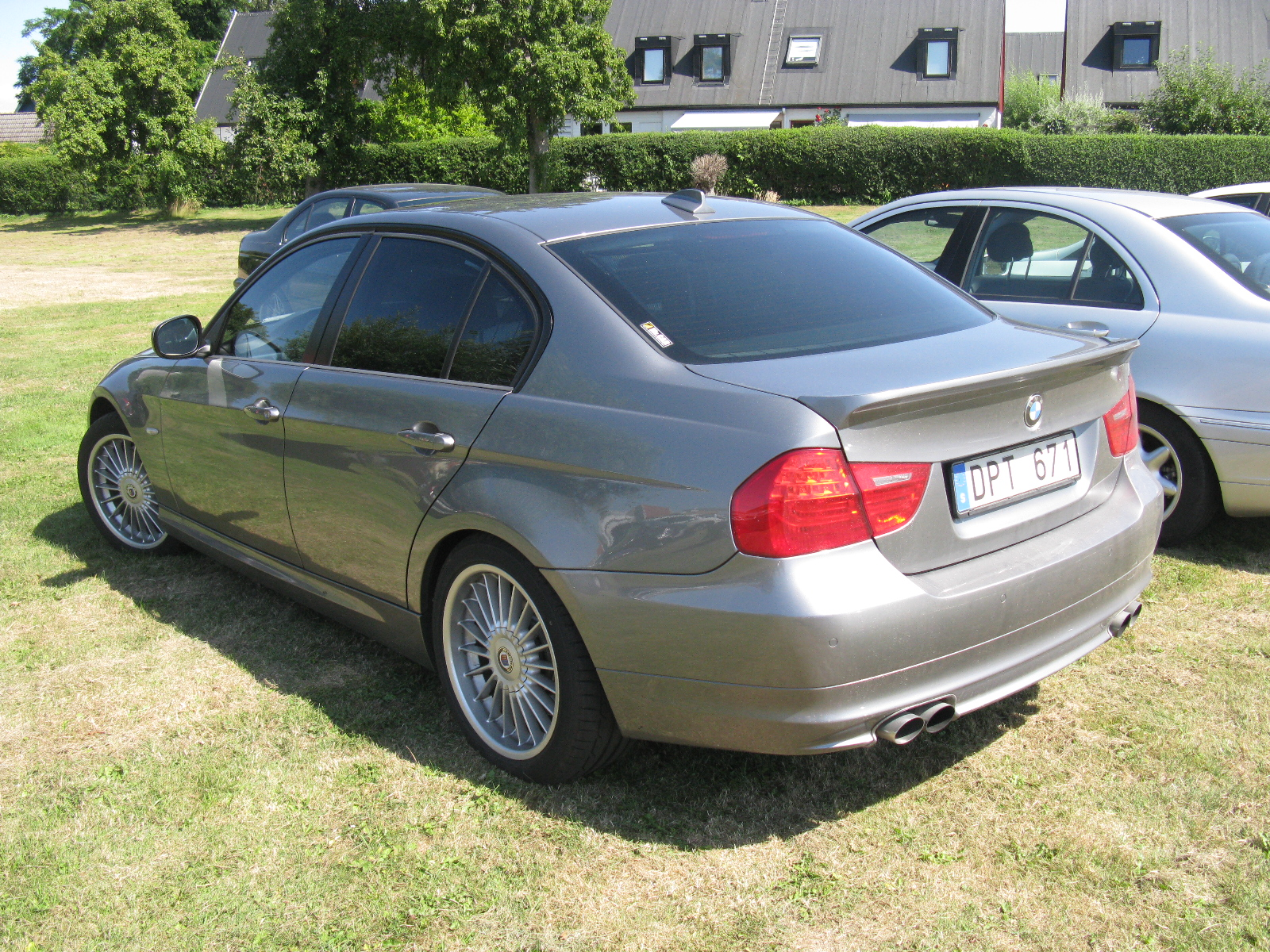
Heckansicht Alpina B3 Biturbo Limousine (2008–2011)
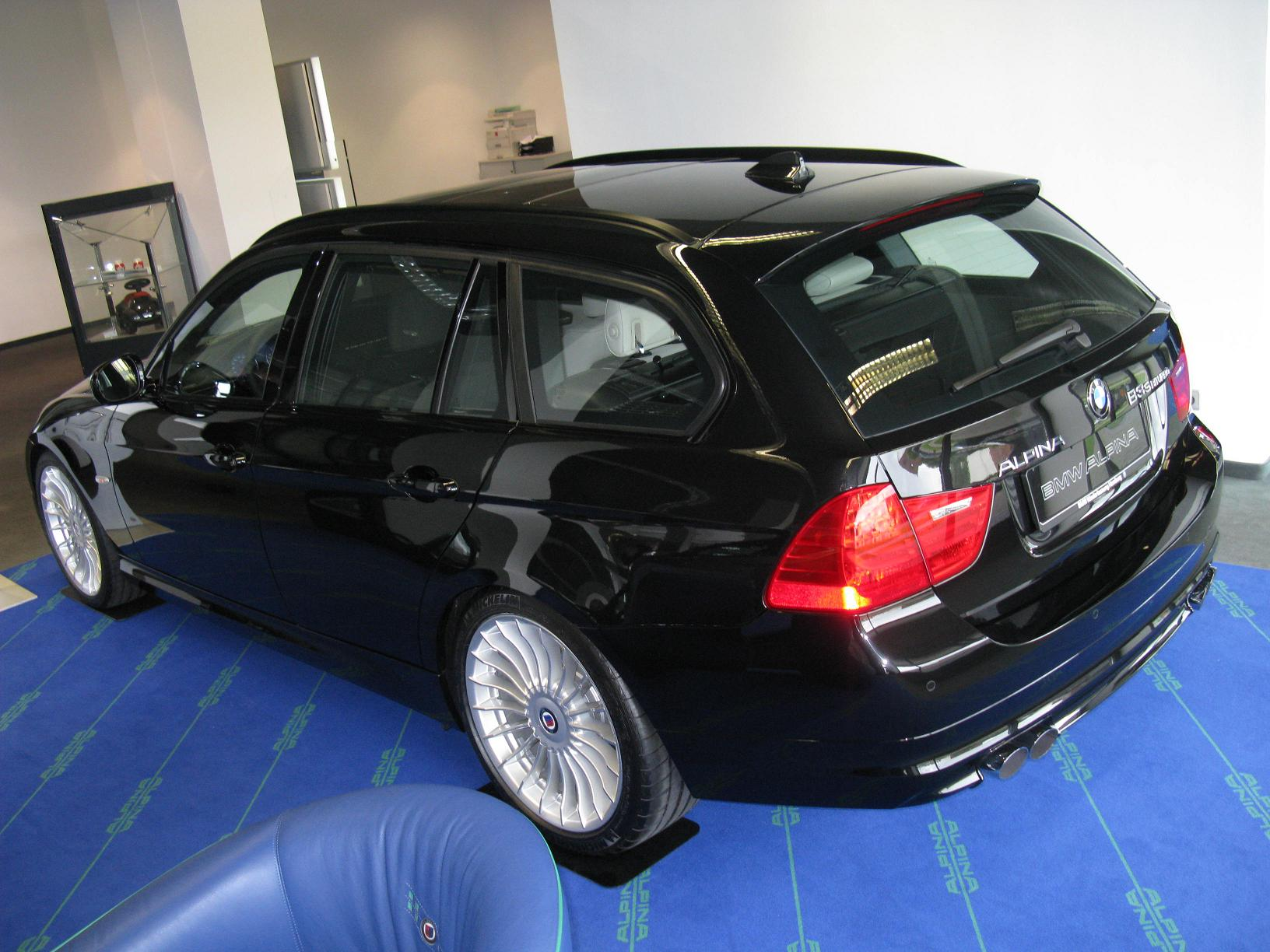
Heckansicht Alpina B3S Biturbo Touring (2010–2011)
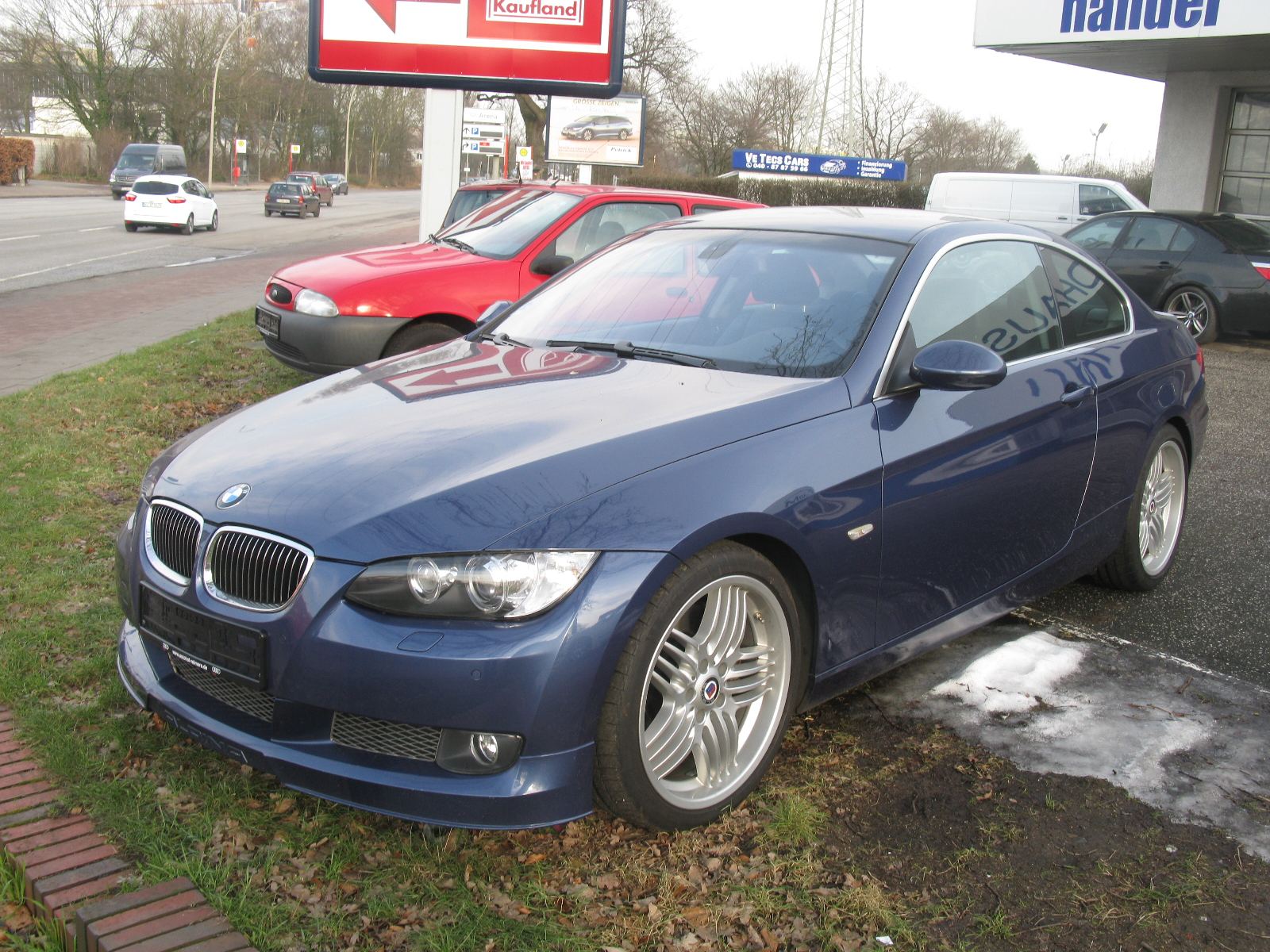
Frontansicht Alpina B3 Biturbo Coupé (2007–2010)
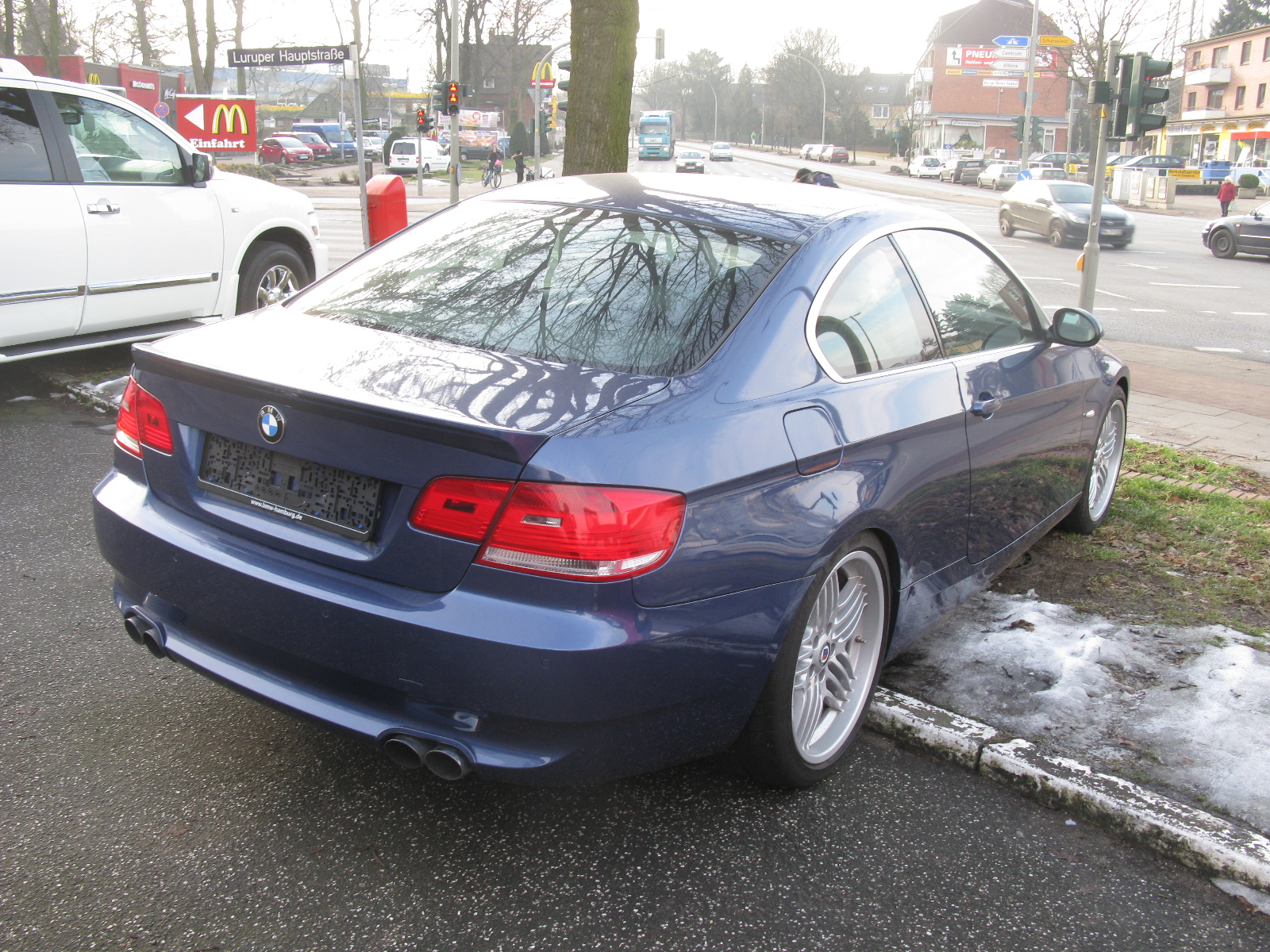
Heckansicht Alpina B3 Biturbo Coupé (2007–2010)
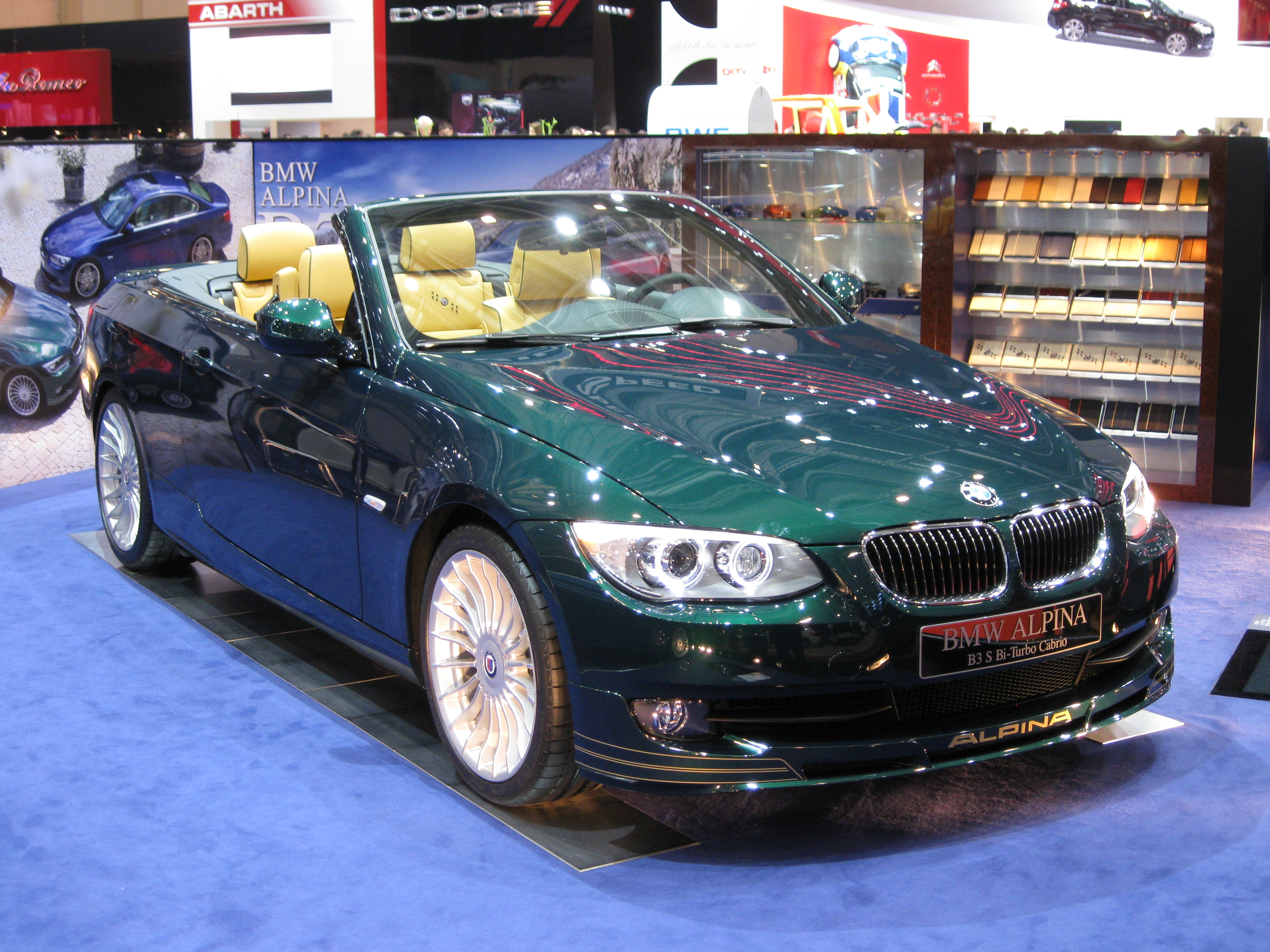
Frontansicht Alpina B3S Biturbo Cabrio (2010–2011)
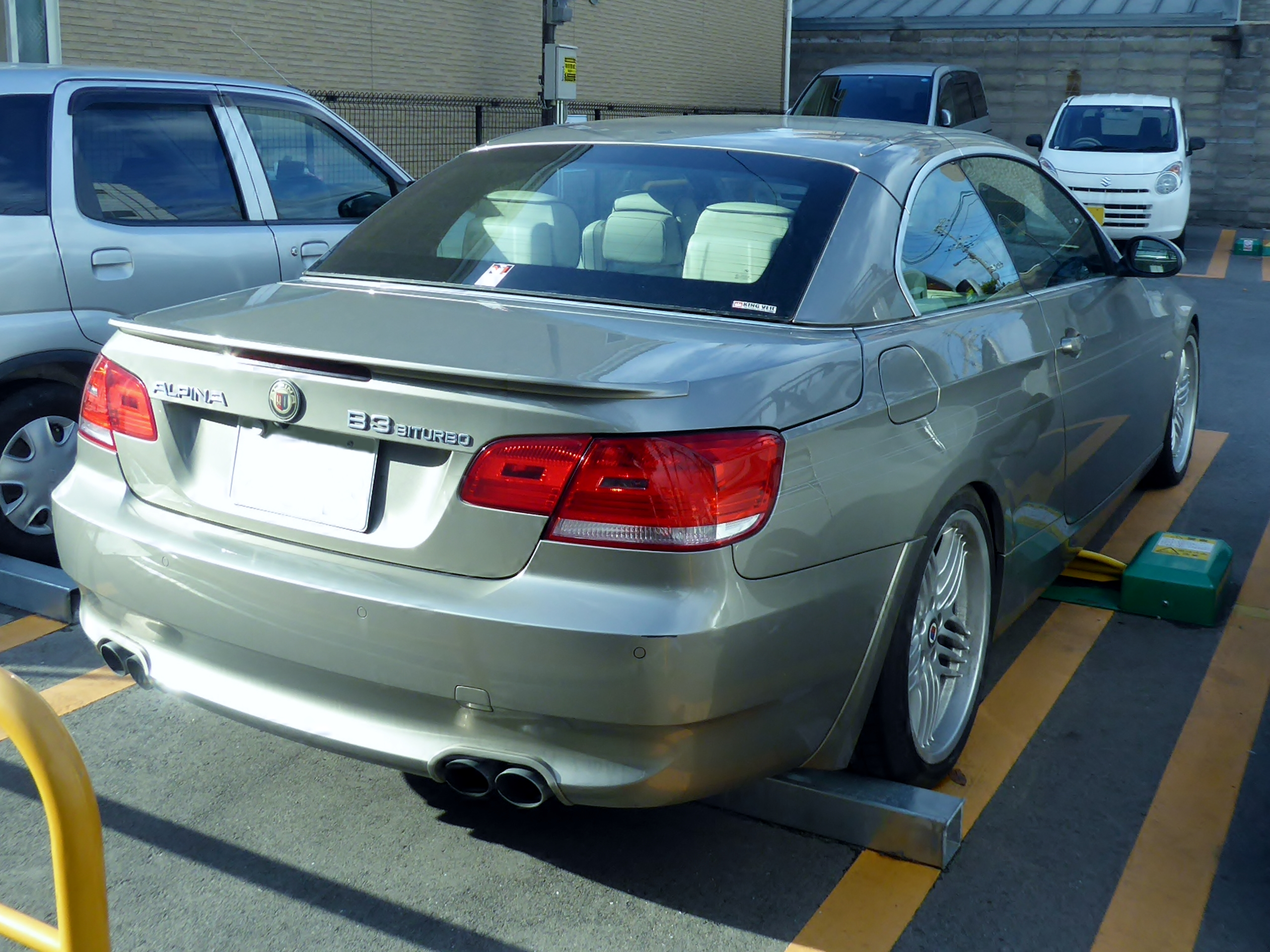
Heckansicht Alpina B3 Biturbo Cabrio (2007–2010)
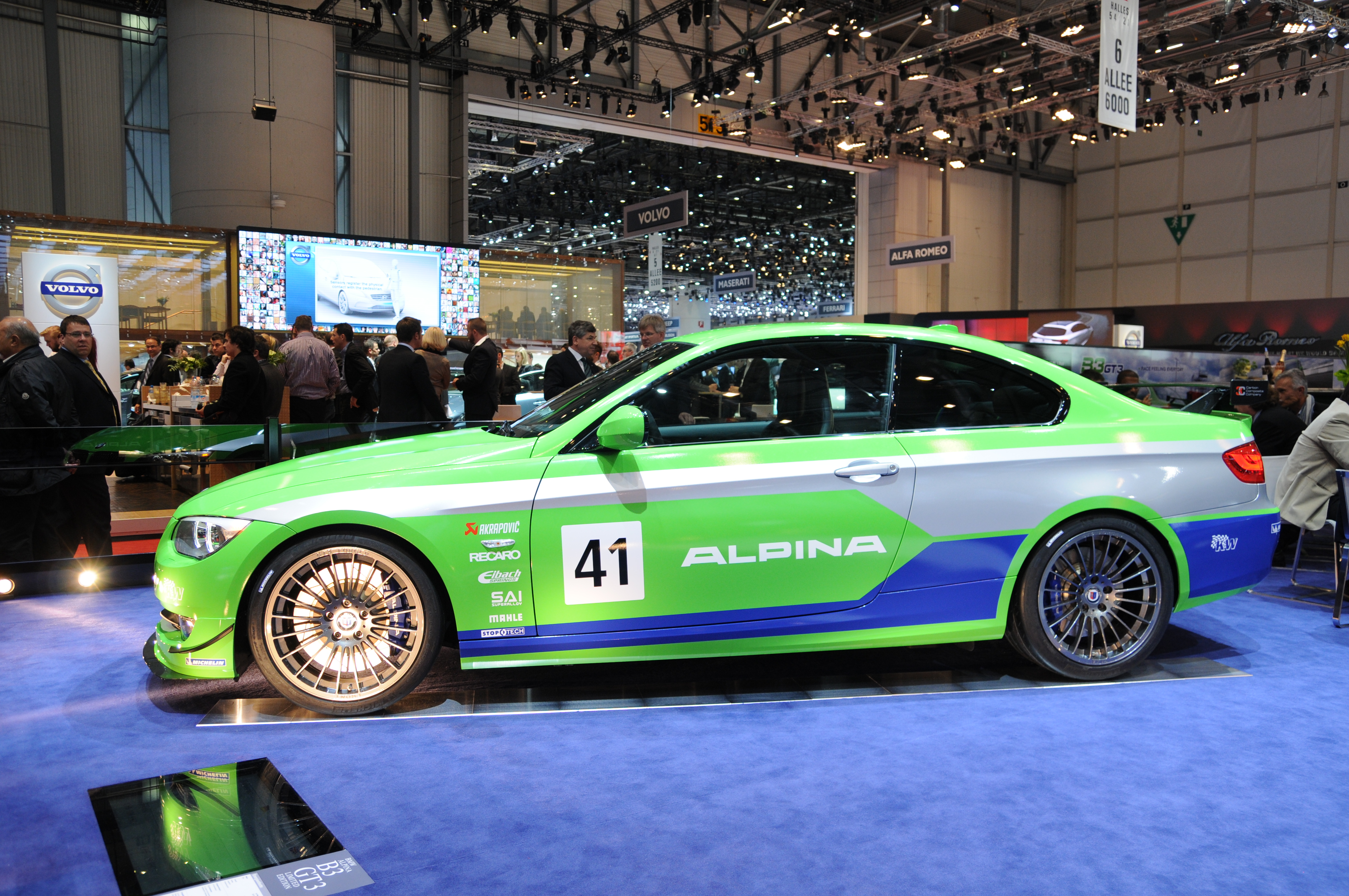
Alpina B3 GT3 auf dem Genfer Auto-Salon 2012

### Technische Daten
| Modell       | Baureihe | Hubraum in cm³ | Motorbauart | Ventile | max. Leistung in kW bei min−1 | max. Drehmoment in Nm bei min−1 | Stückzahl | Bauzeit         |
| ------------ | -------- | -------------- | ----------- | ------- | ----------------------------- | ------------------------------- | --------- | --------------- |
| B3 Biturbo   | E90      | 2979           | R6          | 24      | 265 / 5500–6000               | 500 / 3800–5000                 |           | 09/2007–03/2010 |
| B3 S Biturbo | E90      | 2979           | R6          | 24      | 294 / 6000                    | 540 / 4500                      |           | 04/2010–05/2013 |
| B3 GT3       | E92      | 2979           | R6          | 24      | 300 / 6000                    | 540 / 4500                      | 99        | 03/2012–12/2013 |

## Alpina B3 Biturbo der Baureihe F30
Beim dritten Alpina B3 Biturbo fand die formale Premiere der Limousine F30 und des Kombis F31 auf dem Genfer Auto-Salon 2013 statt. Er wurde zwischen März 2013 und Mai 2019 produziert. Er basierte bis 2017 auf dem BMW F30/F31 335i, hat einen Reihen-Sechszylindermotor mit 3,0 l Hubraum und einer Bi-Turboaufladung. Der maximal 301 kW (410 PS) leistende Motor mit 600 Nm maximalem Drehmoment beschleunigt den B3 in 4,0 Sekunden von 0 auf 100 km/h. Die Höchstgeschwindigkeit beträgt nach Werksangaben 305 km/h. Der B3 Biturbo sind als Limousine oder Kombi (Touring) erhältlich, beide waren wahlweise mit Allradantrieb (xDrive) kombinierbar.
Alpina modifizierte das Exterieur mit Front- und Heckspoilern sowie einer vierflutigen Auspuffanlage.
Das Facelift des F30/F31 floss im Jahr 2015 auch in die Gestaltung des Alpina B3 Biturbo ein.
Im März 2017 überarbeitete Alpina den Antrieb des B3 und nahm den BMW F30/F31 340i als Basis. Dieser leistet fortan maximal 324 kW (440 PS). Die Produktion endete im Herbst 2018 bei der Limousine und im Sommer 2019 beim Kombi.

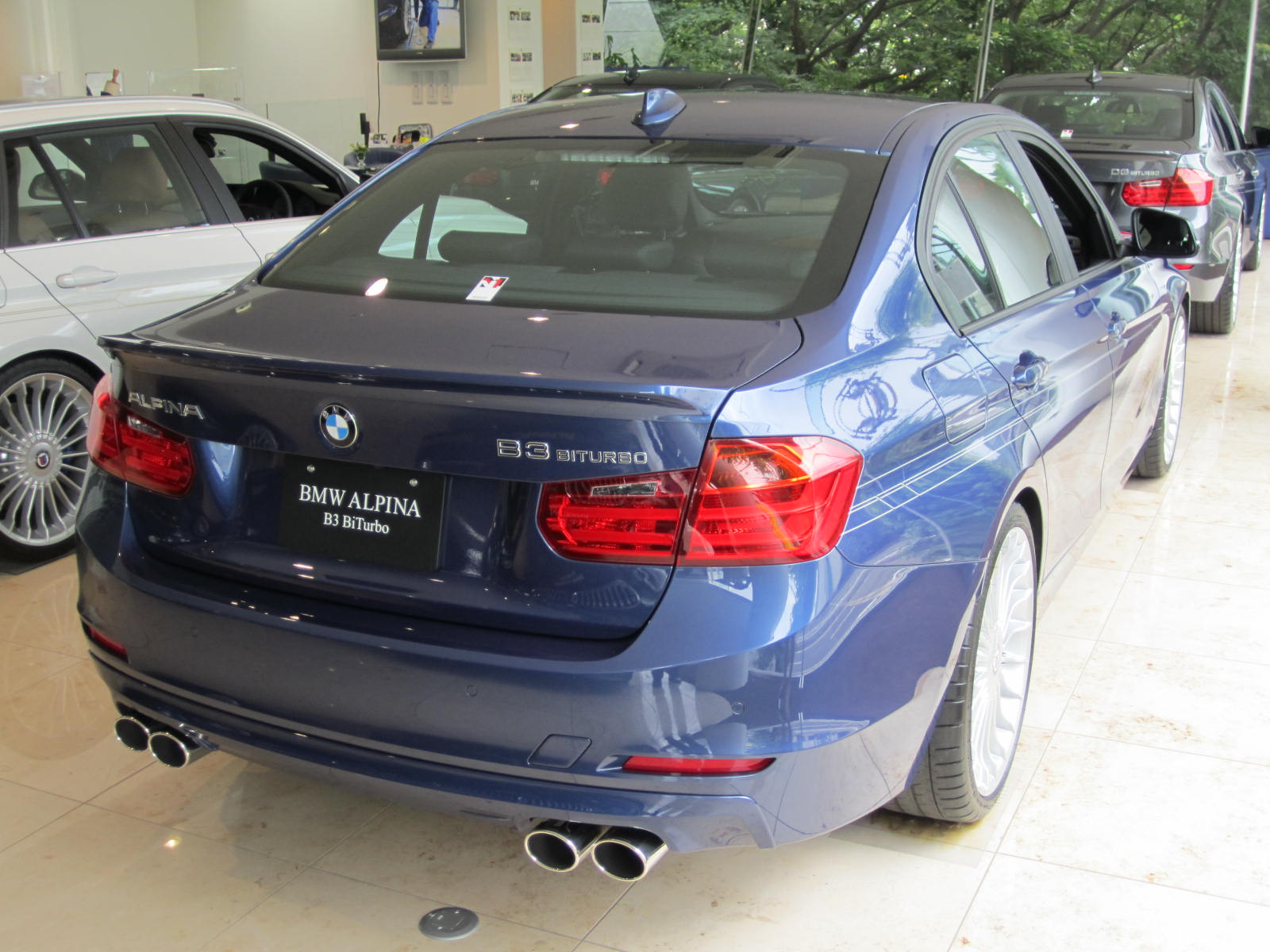
Heckansicht
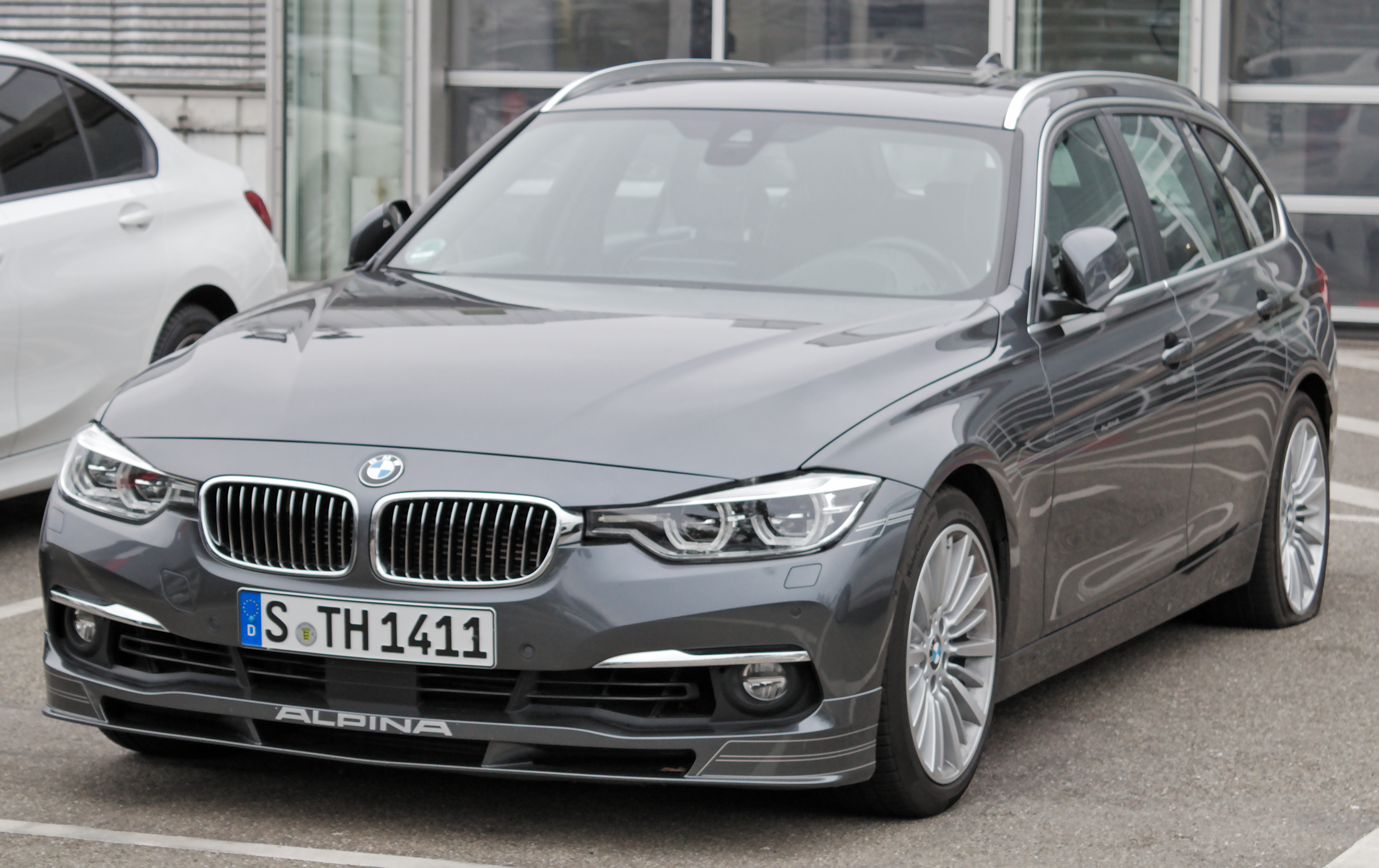
Alpina B3S BiTurbo Touring (2017–2019)
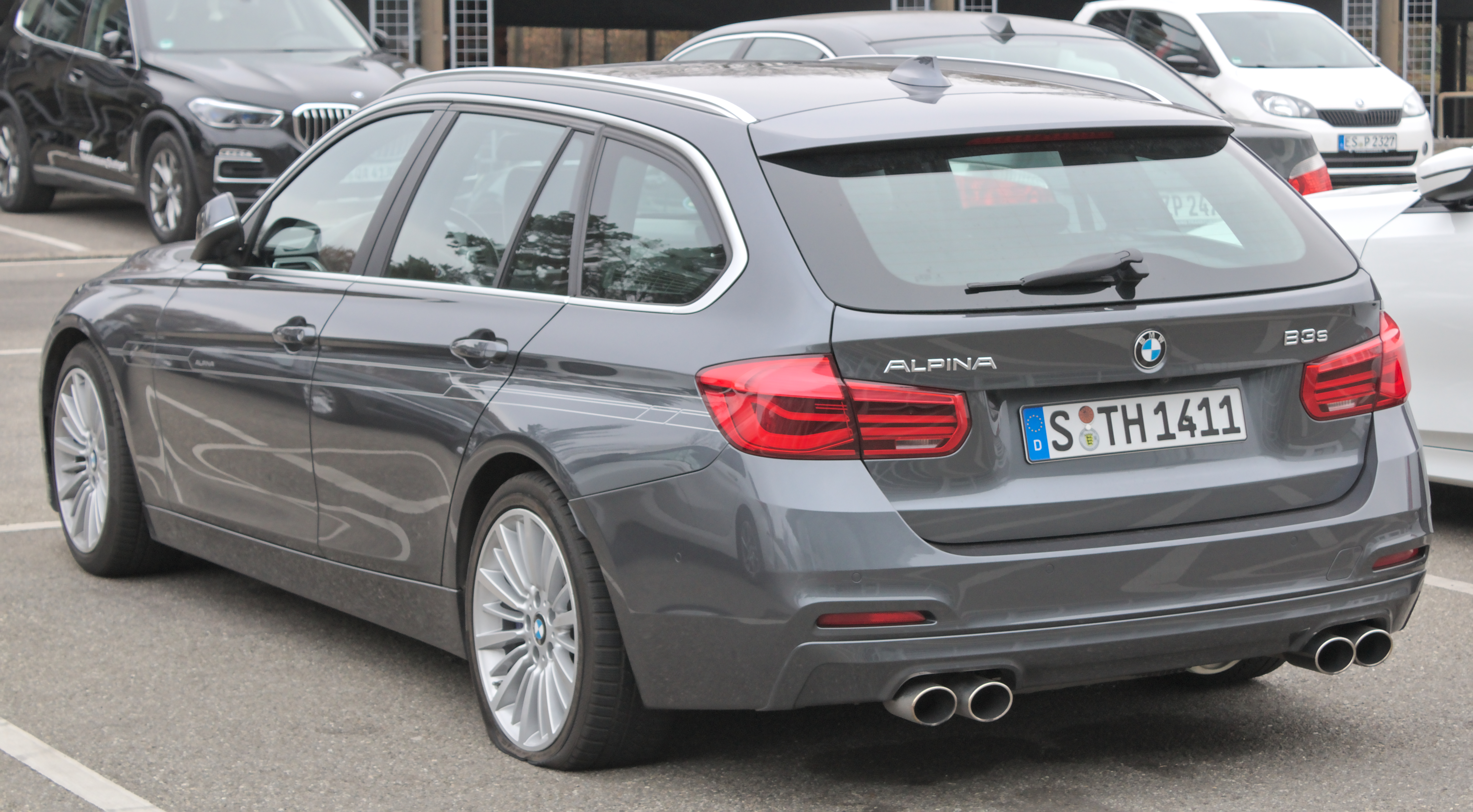
Heckansicht B3S BiTurbo Touring (2017–2019)
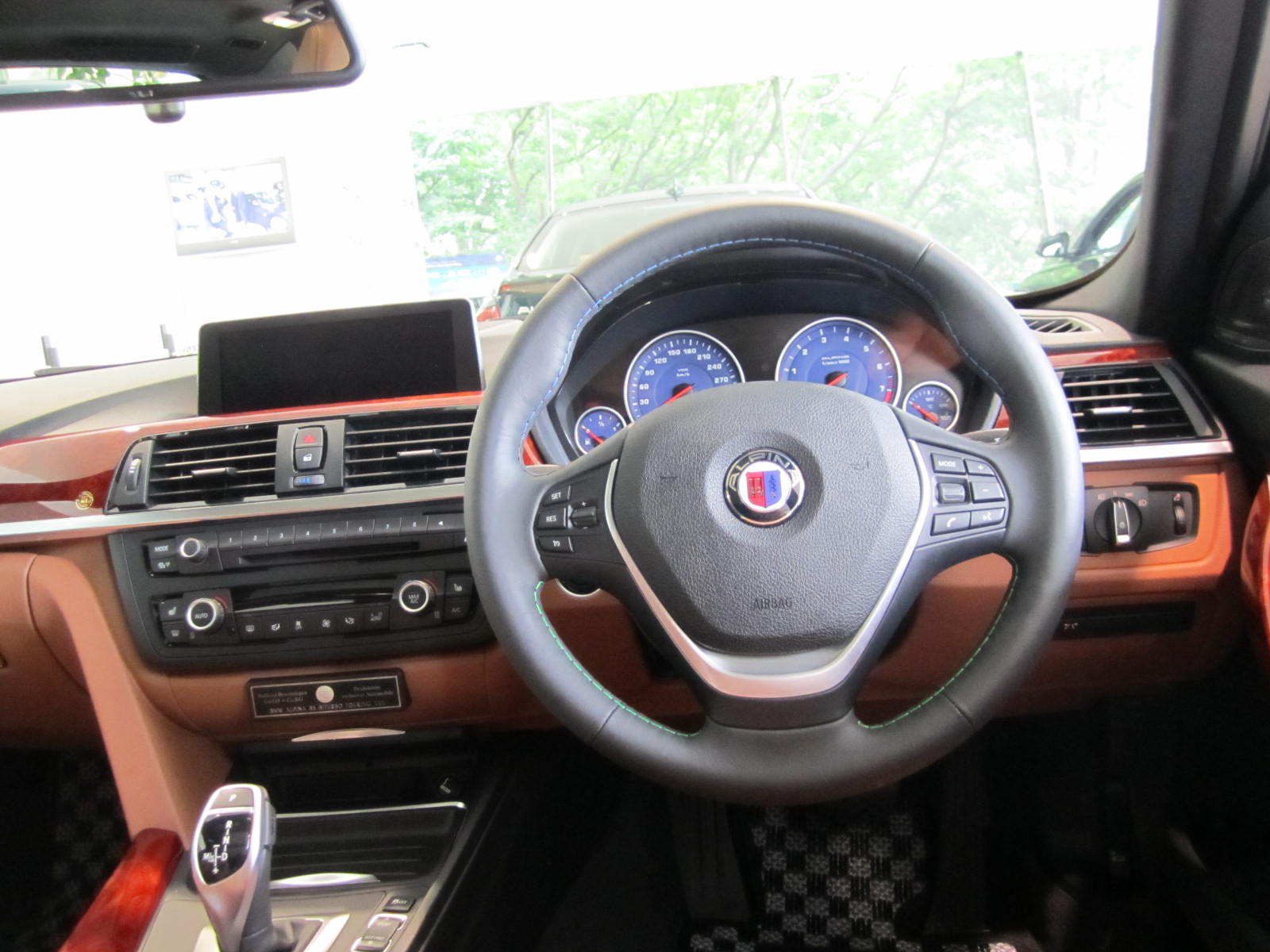
Innenraum

### Technische Daten
| Alpina B3 Biturbo                          | Limousine [AWD]                          | Touring [AWD]                            | S Limousine [AWD]                        | S Touring [AWD]                          |
| ------------------------------------------ | ---------------------------------------- | ---------------------------------------- | ---------------------------------------- | ---------------------------------------- |
| Bauzeitraum                                | 03/2013–03/2017                          | 03/2013–03/2017                          | 03/2017–10/2018                          | 03/2017–05/2019                          |
| Motorbauart                                | R6                                       | R6                                       | R6                                       | R6                                       |
| Bohrung × Hub                              | 84,0 mm × 89,6 mm                        | 84,0 mm × 89,6 mm                        | 84,0 mm × 89,6 mm                        | 84,0 mm × 89,6 mm                        |
| Hubraum                                    | 2979 cm³                                 | 2979 cm³                                 | 2979 cm³                                 | 2979 cm³                                 |
| Verdichtung                                | 10,2 : 1                                 | 10,2 : 1                                 | 10,2 : 1                                 | 10,2 : 1                                 |
| max. Leistung                              | 301 kW (410 PS) bei 5500–6250/min        | 301 kW (410 PS) bei 5500–6250/min        | 324 kW (440 PS) bei 5500–6250/min        | 324 kW (440 PS) bei 5500–6250/min        |
| max. Drehmoment                            | 600 Nm bei 3000–4000/min                 | 600 Nm bei 3000–4000/min                 | 660 Nm bei 3000–4500/min                 | 660 Nm bei 3000–4500/min                 |
| Antriebsart, serienmäßig                   | Hinterradantrieb                         | Hinterradantrieb                         | Hinterradantrieb                         | Hinterradantrieb                         |
| Antriebsart, optional                      | [Allradantrieb]                          | [Allradantrieb]                          | [Allradantrieb]                          | [Allradantrieb]                          |
| Getriebe, serienmäßig                      | 8-Gang-Automatikgetriebe „Switch-Tronic“ | 8-Gang-Automatikgetriebe „Switch-Tronic“ | 8-Gang-Automatikgetriebe „Switch-Tronic“ | 8-Gang-Automatikgetriebe „Switch-Tronic“ |
| Höchstgeschwindigkeit in km/h              | 305 [305]                                | 302 [302]                                | 306 [301]                                | 303 [298]                                |
| Beschleunigung, 0–100 km/h in s            | 4,2 [4,0]                                | 4,3 [4,1]                                | 4,3 [4,0]                                | 4,3 [4,1]                                |
| Leergewicht in kg                          | 1705 [1780]                              | 1780 [1845]                              | 1705 [1780]                              | 1780 [1845]                              |
| Kraftstoffverbrauch in l/100 km, insgesamt | 7,6 [7,9] SP                             | 7,7 [8,0] SP                             | 7,9 [8,3] SP                             | 8,1 [8,4] SP                             |

- Werte in eckigen Klammern gelten für Fahrzeuge mit Allradantrieb

## Alpina B3 der Baureihe G20
Der Alpina B3 auf Basis des Kombis (Tourings) BMW G21 wurde auf der 68. Internationalen Automobil-Ausstellung (IAA) im September 2019 in Frankfurt am Main vorgestellt. Er wird von einem auf dem S58B30T0 aus dem F97 X3M basierenden Dreiliter-Reihensechszylinder-Ottomotor mit einer installierten Leistung von 340 kW (462 PS) bei 5000–7000 min−1 angetrieben. Das maximale Drehmoment des Motors beträgt 700 Nm bei 3000 min−1. Auch das Sportfahrwerk wurde mit Eibach-Federn sowie eigener Abstimmung von Stabilisatoren und variablen Dämpfern angepasst, ebenso die Software für Dämpfung, Lenkung, Allradantrieb, Hinterachssperre und ABS; die Vorderachse hat eigene Schwenklager.
Auf der Tokyo Motor Show im Oktober 2019 präsentierte Alpina den B3 auf Basis der Limousine BMW G20.
Eine überarbeitete Version des B3 wurde kurz nach der Vorstellung des modellgepflegten 3ers im Mai 2022 vorgestellt. Im Oktober 2022 kam sie in den Handel. Fortan leistet der Motor wie im Alpina B4 364 kW (495 PS) bei 5000–7000 min−1. Zum 50-jährigen Jubiläum von BMW Südafrika präsentierte BMW im Dezember 2023 eine Sonderauflage des Alpina B3 in der Limousinenvariante. Technisch blieb das Sondermodell unverändert und setzt weiterhin auf den bewährten 364-kW-Motor des regulären Alpina B3. Ein Alleinstellungsmerkmal des Sondermodells ist unter anderem eine Jubiläumsstickerei in den vorderen Kopfstützen. Es wurden lediglich 5 Exemplare ausschließlich für den südafrikanischen Markt hergestellt.
Eine weitere Modellpflege wurde im Juni 2024 vorgestellt. Hier erfolgte die Markteinführung im November 2024. Die maximale Leistung steigt auf 389 kW (529 PS).

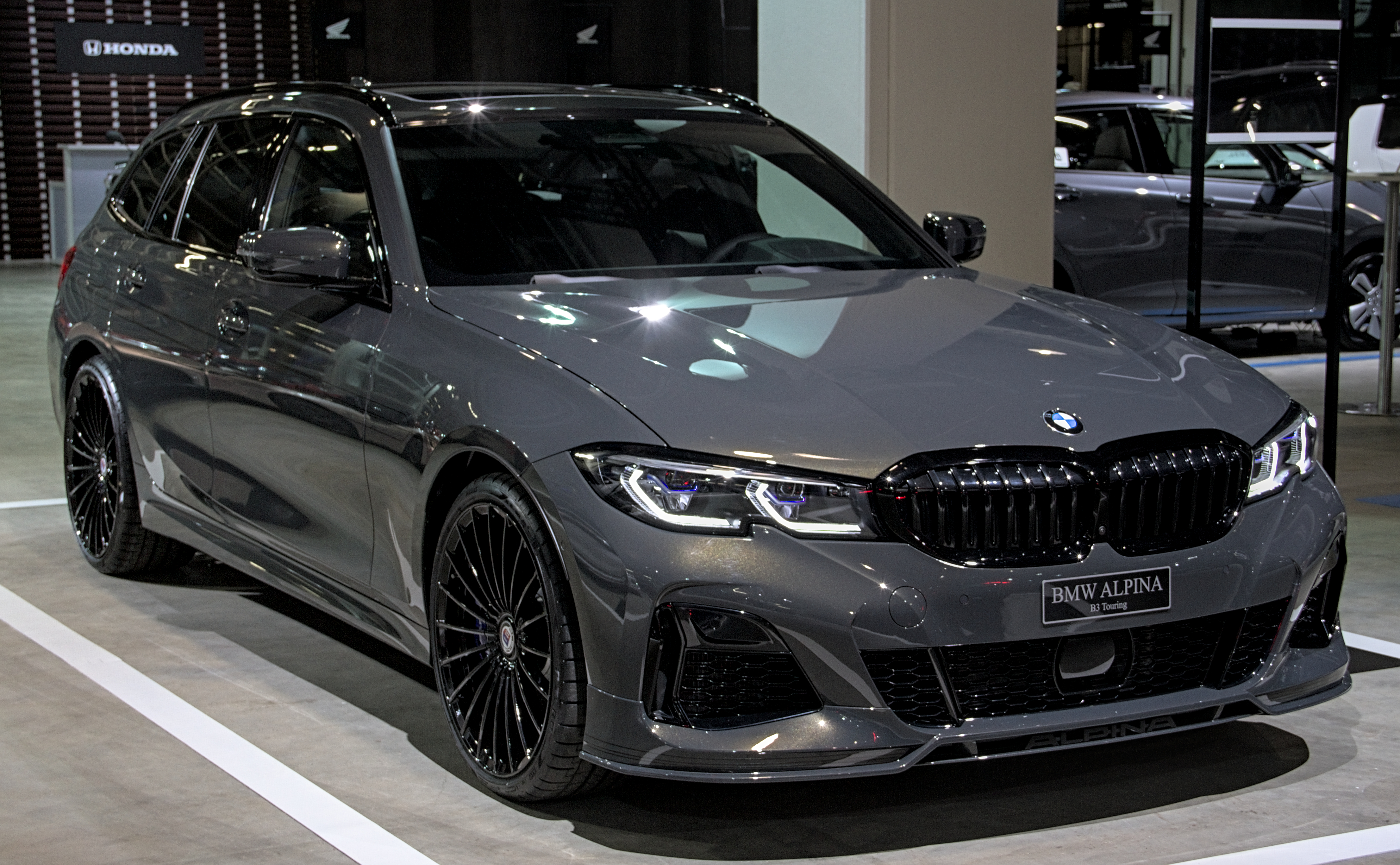
Frontansicht Alpina B3 Touring auf der Auto Zürich 2021
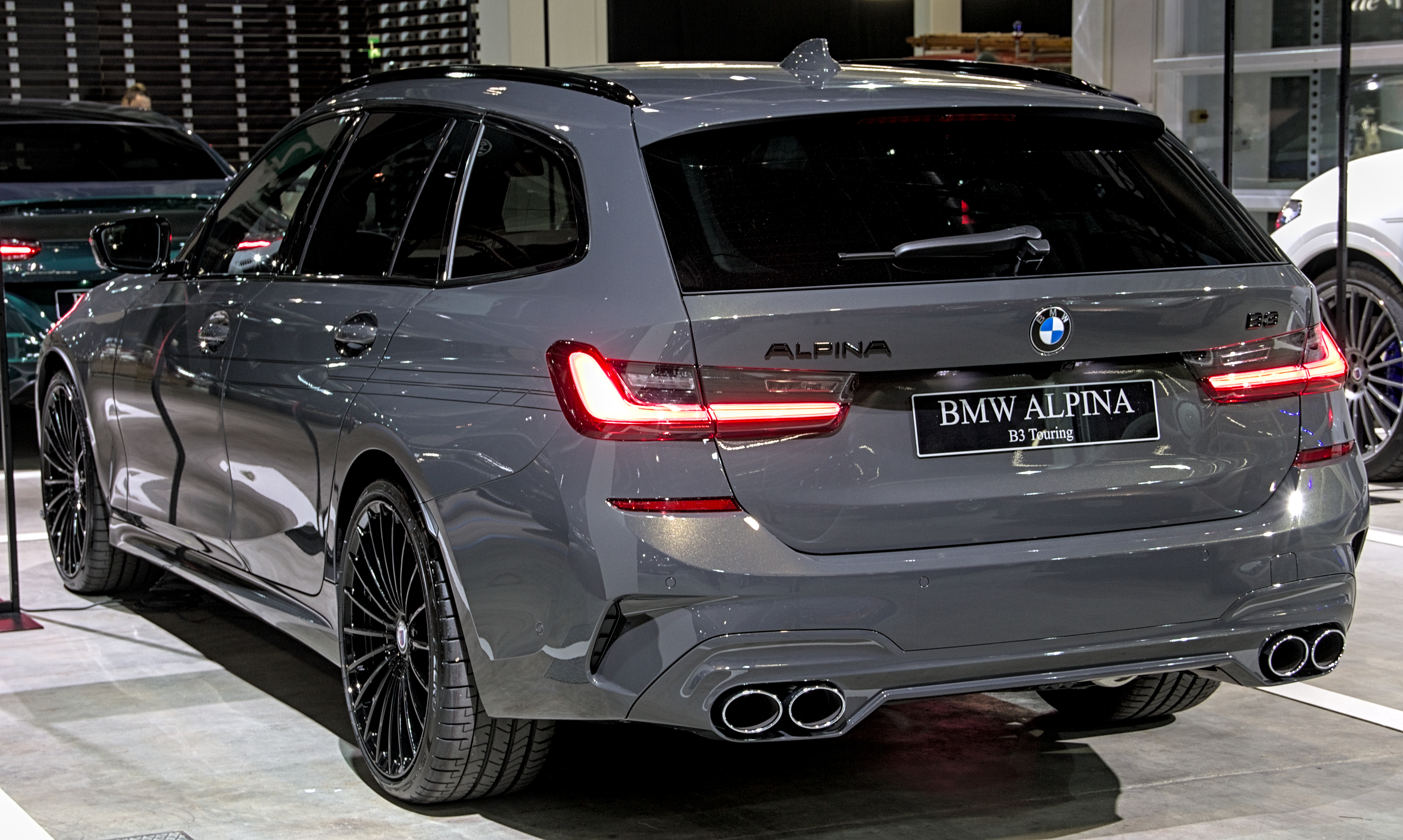
Heckansicht Alpina B3 Touring
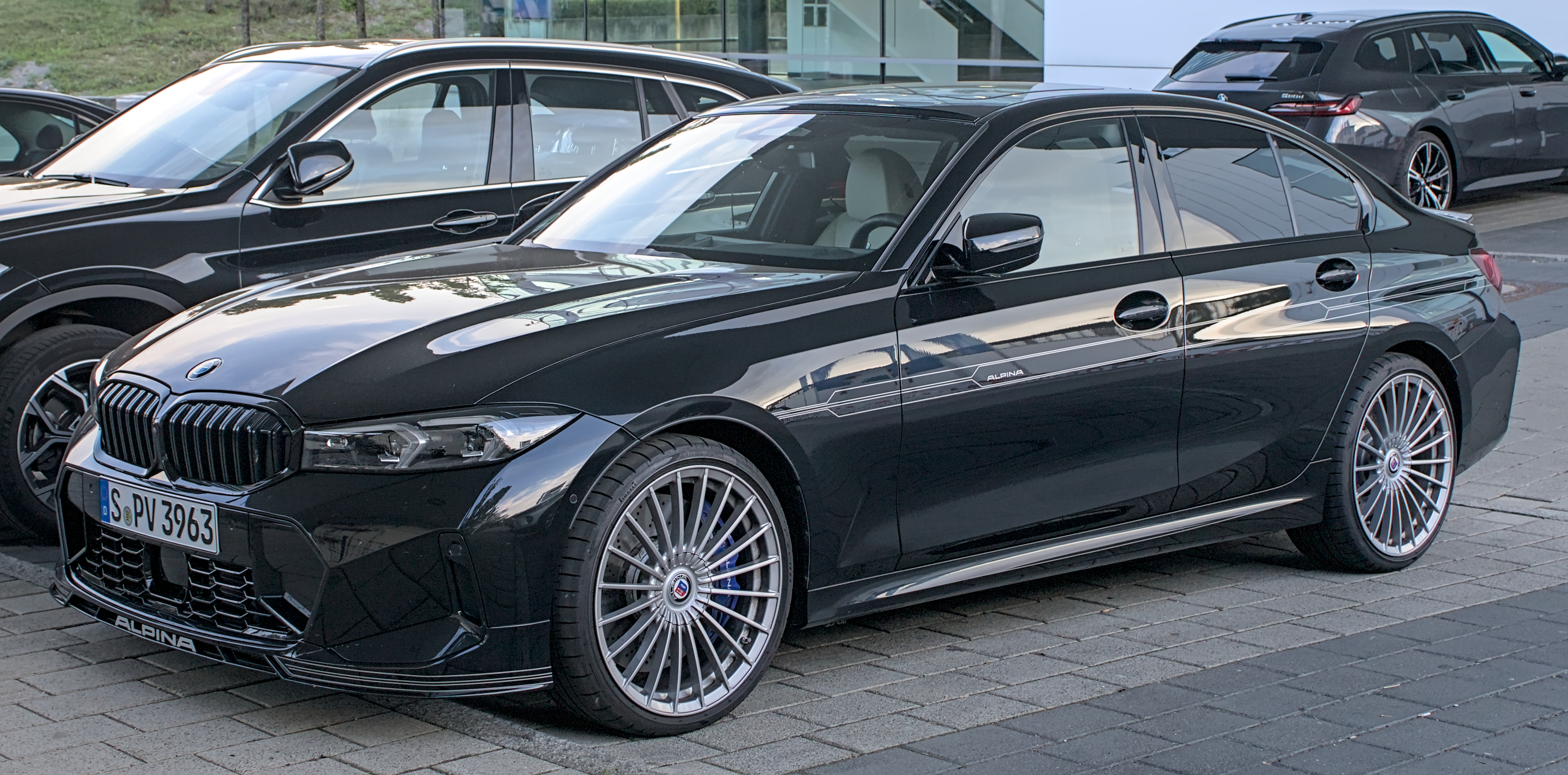
Alpina B3, 1. Facelift
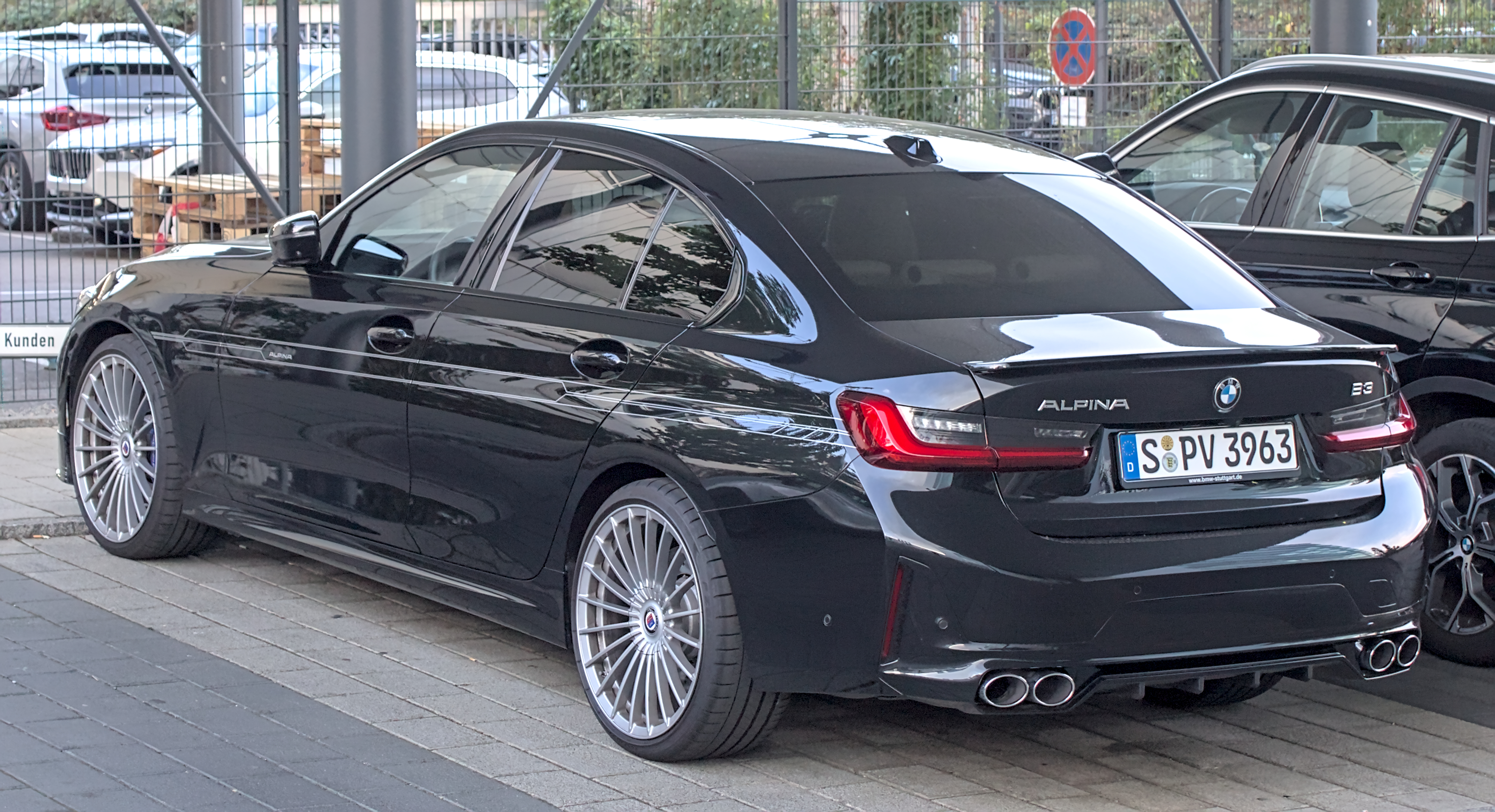
Heckansicht Alpina B3, 1. Facelift
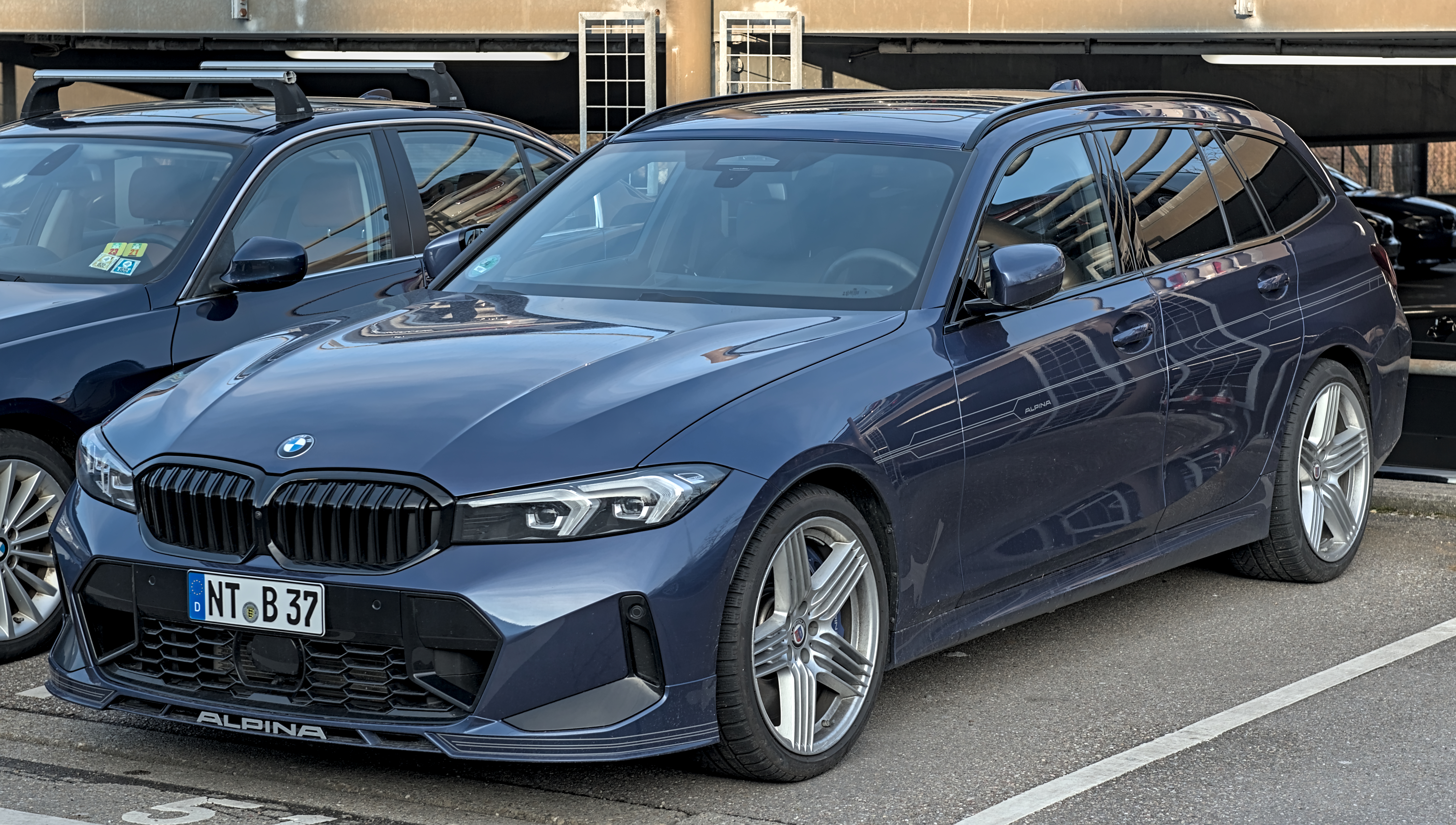
Alpina B3 Touring, 1. Facelift

### Technische Daten
|                                            | B3 Limousine Allrad                          | B3 Touring Allrad                            | B3 Limousine Allrad                          | B3 Touring Allrad                            | B3 GT Limousine Allrad                       | B3 GT Touring Allrad                         |
| ------------------------------------------ | -------------------------------------------- | -------------------------------------------- | -------------------------------------------- | -------------------------------------------- | -------------------------------------------- | -------------------------------------------- |
| Bestellzeitraum                            | 01/2020–10/2022                              | 01/2020–10/2022                              | 10/2022–06/2024                              | 10/2022–06/2024                              | seit 11/2024                                 | seit 11/2024                                 |
| Motorart                                   | Ottomotor                                    | Ottomotor                                    | Ottomotor                                    | Ottomotor                                    | Ottomotor                                    | Ottomotor                                    |
| Motorbauart                                | R6                                           | R6                                           | R6                                           | R6                                           | R6                                           | R6                                           |
| Motorbezeichnung                           | S58B30                                       | S58B30                                       | S58B30                                       | S58B30                                       | S58B30                                       | S58B30                                       |
| Motoraufladung                             | Biturbo (Zwei Single-Scroll-Abgasturbolader) | Biturbo (Zwei Single-Scroll-Abgasturbolader) | Biturbo (Zwei Single-Scroll-Abgasturbolader) | Biturbo (Zwei Single-Scroll-Abgasturbolader) | Biturbo (Zwei Single-Scroll-Abgasturbolader) | Biturbo (Zwei Single-Scroll-Abgasturbolader) |
| Gemischaufbereitung                        | Benzindirekteinspritzung                     | Benzindirekteinspritzung                     | Benzindirekteinspritzung                     | Benzindirekteinspritzung                     | Benzindirekteinspritzung                     | Benzindirekteinspritzung                     |
| Ventilanzahl                               | 24                                           | 24                                           | 24                                           | 24                                           | 24                                           | 24                                           |
| Hubraum                                    | 2993 cm³                                     | 2993 cm³                                     | 2993 cm³                                     | 2993 cm³                                     | 2993 cm³                                     | 2993 cm³                                     |
| Verdichtungsverhältnis                     | 9,3 : 1                                      | 9,3 : 1                                      | 9,3 : 1                                      | 9,3 : 1                                      | 9,3 : 1                                      | 9,3 : 1                                      |
| max. Leistung bei min−1                    | 340 kW (462 PS)/5000–7000                    | 340 kW (462 PS)/5000–7000                    | 364 kW (495 PS)/5000–7000                    | 364 kW (495 PS)/5000–7000                    | 389 kW (529 PS)/6250–6500                    | 389 kW (529 PS)/6250–6500                    |
| max. Drehmoment bei min−1                  | 700 Nm/2500–4500                             | 700 Nm/2500–4500                             | 730 Nm/2500–4500                             | 730 Nm/2500–4500                             | 730 Nm/2500–4500                             | 730 Nm/2500–4500                             |
| Antriebsart, serienmäßig                   | Allradantrieb                                | Allradantrieb                                | Allradantrieb                                | Allradantrieb                                | Allradantrieb                                | Allradantrieb                                |
| Getriebeart, serienmäßig                   | 8-Gang-Automatikgetriebe „Switch-Tronic“     | 8-Gang-Automatikgetriebe „Switch-Tronic“     | 8-Gang-Automatikgetriebe „Switch-Tronic“     | 8-Gang-Automatikgetriebe „Switch-Tronic“     | 8-Gang-Automatikgetriebe „Switch-Tronic“     | 8-Gang-Automatikgetriebe „Switch-Tronic“     |
| Getriebehersteller                         | ZF                                           | ZF                                           | ZF                                           | ZF                                           | ZF                                           | ZF                                           |
| Leergewicht                                | 1785 kg                                      | 1865 kg                                      | 1875 kg                                      | 1955 kg                                      | 1875 kg                                      | 1945 kg                                      |
| Beschleunigung, 0–100 km/h                 | 3,8 s                                        | 3,9 s                                        | 3,6 s                                        | 3,7 s                                        | 3,4 s                                        | 3,5 s                                        |
| Höchstgeschwindigkeit                      | 303 km/h                                     | 300 km/h                                     | 305 km/h                                     | 302 km/h                                     | 308 km/h                                     | 305 km/h                                     |
| Kraftstoffverbrauch auf 100 km, kombiniert | 9,8 l Super                                  | 9,8 l Super                                  | 10,1 l Super                                 | 10,1 l Super                                 | 10,5 l Super                                 | 10,5 l Super                                 |
| CO2-Emission, kombiniert                   | 224 g/km                                     | 224 g/km                                     | 229 g/km                                     | 229 g/km                                     | 239 g/km                                     | 239 g/km                                     |
| Tankinhalt                                 | 59 l                                         | 59 l                                         | 59 l                                         | 59 l                                         | 59 l                                         | 59 l                                         |
| Abgasnorm nach EU-Klassifikation           | Euro 6d-ISC-FCM                              | Euro 6d-ISC-FCM                              | Euro 6d-ISC-FCM                              | Euro 6d-ISC-FCM                              | Euro 6e                                      | Euro 6e                                      |